# سوخو-۲۷
سوخو سو–۲۷ (به روسی: Сухой Су-۲۷) نام‌گذاری ناتو: فلانکر-سی (Flanker-C) هواپیمای برتری هوایی مجهز به دو موتور توربوفن Saturn/Lyulka AL-31F است که در دوران اتحاد جماهیر شوروی توسط دفتر طراحی سوخو طراحی و ساخته شده‌است.
این جنگنده، در اصل برای ایجاد توان مقابلهٔ نیروی هوایی اتحاد جماهیر شوروی سابق در برابر نسل جدید جنگنده‌های آمریکایی آن زمان به خصوص اف-۱۴ تامکت و اف-۱۵ ایگل ساخته‌شد.
سوخو ۲۷ دارای برد پروازی استثنایی، قابلیت حمل مهمات بالا و چابکی فوق‌العاده‌است و توانایی انجام مانورهای دشوار همانند کبرا و کولبیت را داراست. جنگندهٔ سوخو ۲۷ اغلب در نقش «ماموریت‌های برتری هوایی» به‌کار گرفته می‌شود، اما قادر است در اغلب مأموریت‌های رزمی دیگر نیز شرکت کند.
جنگندهٔ سوخو ۲۷، حاصل یک مناقصهٔ انجام شده جهت تولید جنگنده مورد نظر ارتش شوروی سابق بین شرکت‌های میکویان گورویچ و سوخو در دهه ۱۹۷۰ میلادی بود و حاصل این مناقصه، منجر به تولید سوخو ۲۷ و میگ ۲۹ شده‌است که ظاهری شبیه به هم دارند نیروی هوایی روسیه هم‌اکنون ۳۵۵ فروند سوخو ۲۷ در اختیار دارد.

## پیش زمینه

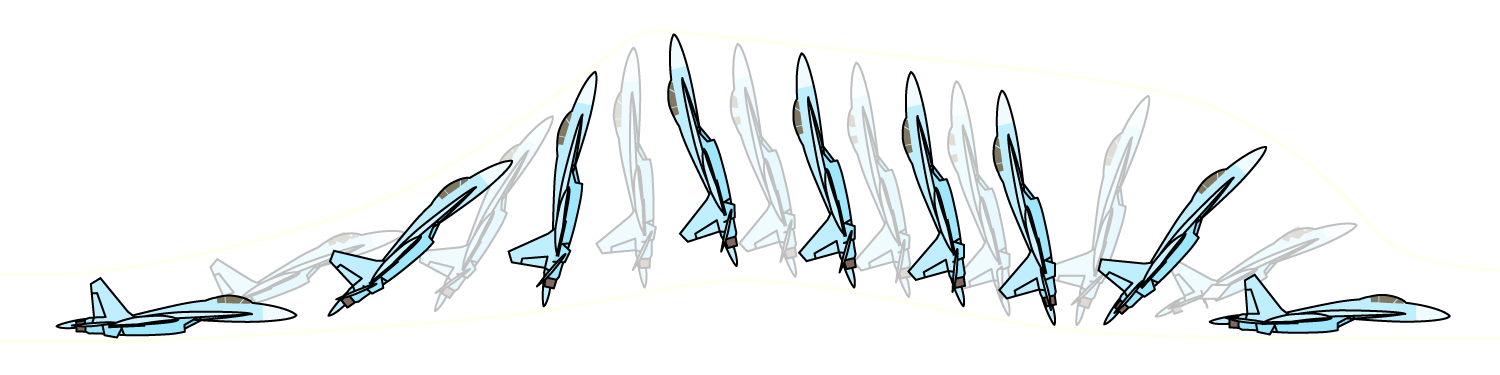
یک سوخو-۲۷ در حال انجام مانور کبرا.

به سال ۱۹۶۹، دولت اتحاد جماهیر شوروی، اطلاع یافت که نیروی هوایی ایالات متحده، کمپانی «مک‌دانل داگلاس» را جهت تولید طرح جنگندهٔ آزمایشی برتری هوایی خود، انتخاب کرده‌است. (این انتخاب، در نهایت منجر به تولید جنگندهٔ اف-۱۵ شد)
جهت پاسخگویی به این تهدید آتی، دولت اتحاد شوروی، برنامهٔ PFI (به معنی: جنگندهٔ تکامل یافتهٔ پیشرو) را بنیان نهاد. طبق این برنامه، قرار شد هواپیمایی جهت برابری و تقابل با جنگندهٔ جدید آمریکایی، تولید شود.
یکی از وظایفی که برعهدهٔ سوخوی ۲۷ گذاشته شده‌بود، حمله به هواپیماهای پشتیبانی‌کننده عملیات‌های هوایی سازمان ناتو، نظیر هواپیماهای سوخت‌رسان و فرماندهی و هشدار زودهنگام (آواکس) بود. برنامه‌ریزان نظامی شوروی، بر این مسئله واقف بودند که نیروهای ناتو، توانایی‌های شایان سوخوی ۲۷ را در نظر گرفته‌اند و بدین جهت، می‌دانستند که حملهٔ همه‌جانبهٔ هوایی آن‌ها، توسط این جنگندهٔ جدید، بسیار محدود خواهد شد.
پس از فروپاشی اتحاد شوروی، سوخوی ۲۷، نه تنها برای اجرای نقشی که از ابتدا برایش در نظر گرفته‌بودند، در خدمت نیروهای هوایی کشورهای مستقل همسود باقی‌مانده‌است؛ بلکه آخرین سری این جنگنده، قادر است موشک‌های بسیار دوربرد هوا به هوای Novator KS-172 AAM-L را حمل نماید. این موشک‌ها، دارای بردی بین ۳۰۰ تا ۴۰۰ کیلومتر هستند و به عنوان موشک دوربرد ضد آواکس، کاربرد دارند.
موشک‌های استاندارد سوخوی ۲۷ جهت انجام مأموریت هوا به هوا، ترکیبی از موشک‌های آر-۷۳ و آر-۲۷ و آر-۷۷ ساخت ویمپل می‌باشد.

### محدودیت‌ها
محدودیت سوخوی ۲۷ در نسخه اولیه اس، از نظر کیفیت و سطح فناوری نازل اتاقک خلبان و سیستم‌های اویونیک می‌باشد. در سوخوی ۲۷ نسخه صادراتی اولیه یک نمایشگر سربالا سیستم هادتعبیه شده‌است، اما این جنگنده، همانند میگ ۲۹ a و برخلاف جنگنده‌های غربی نه سیستم کنترل هوتاس دارد نه نمایشگرهای چندمنظوره پیشرفته (Multi Function Display).
کابین ابتدایی سوخو-۲۷اس همانند جنگنده‌های دهه ۱۹۶۰ غربی است و کاملاً آنالوگ می‌باشد.
البته هواپیماهای سوخو ۳۰ و سوخو ۳۵ که برپایهٔ سوخو-۲۷ ساخته شده‌اند، دارای «کابین شیشه‌ای» می‌باشند؛ این دو جنگنده به‌دست شرکت فرانسوی Sextant Avionique به نمایشگرهای رنگی چندمنظوره، سیستم هوتاس، کلاه HMS و… مجهز شده‌اند.

## مشخصات
منبع اطلاعات KNAAPO Su-27SK page, Sukhoi Su-27SK page, Gordon and Davison
مشخصات عمومی
- خدمه: یک
- طول: ۲۱/۱۹* متر (72 ft)
- پهنای بال: ۱۴/۷ متر (48 ft 3 in)
- Leading edge sweep: ۴۲ درجه)
- ارتفاع: ۵/۹۲ متر (19 ft 6 in)
- بال: مساحت ۶۲ متر مربع (667 ft²)
- وزن خالی: ۱۶۳۸۰ کیلو (36,100 lb)
- وزن بارگیری: ۲۳۴۳۰ کیلو (51,650 lb)
- بیشینه وزن برخاست: ۳۰۴۵۰ کیلو (67,100 lb)
- پیشرانه: ۲× توربوفن ساترن ای‌ال-۳۱ , ۱۲۲/۸ کیلو نیوتن (27,600 lbf) هرکدام

 عملکرد 
- سرعت بیشینه: ۲/۳۵ ماخ (2,500 km/h, 1,550 mph) در ارتفاع
- برد: ۳۵۳۰ کیومتر (2,070 mi) at altitude; (1,340 km / 800 mi at sea level)
- سقف پروازی: ۱۸۵۰۰ متر (62,523 ft)
- نرخ اوج‌گیری: ۳۲۵ متر بر ثانیه (64,000 ft/min)
- بارگیری بال: ۳۷۱ کیلو بر متر مربع (76 lb/ft²)
- نسبت نیرو به وزن: ۱/۰۹

جنگ‌افزار

- ۱×توپ چی‌اس‌اچ-۳۰-۱ با ۲۷۵ گلوله
- ۸۰۰۰ کیلو مهمات روی ۱۰ جایگاه خارجی جنگ‌افزار
- تا شش موشک هوا به هوای آر-۲۷، تا ۲ موشک حرارتی آر-۷۱
- قابل ارتقاء جهت به‌کارگیری موشکهای آر-۷۷ با هدایت راداری فعال به جای آر-۲۷

### رادار
رادار اصلی سوخوی ۲۷، از نوع پالس – داپلر و ساخت فازاترون بوده و N-۰۰۱ (نام ناتو: Slot Back) نام دارد. این رادار، دارای قابلیت Track Wile Scan یا TWS بوده اما پردازشگر به کار رفته در آن، از نوع بسیار ابتدایی است و این مسئله، باعث می‌شود رادار، از تشخیص علایم صحیح دریافتی و همچنین جستجو در مناطق کور، بسیار ناتوان باشد، بدین جهت، رهگیری دقیق با این رادار، بسیار دشوار است و نیاز به مهارت و تجربه فراوان دارد.
در جنگنده‌های سوخو-۳۰ و سوخو-۳۵ از مدل بالاتر رادار ساخت فازاترون به نام Bars N-۰۱۱M استفاده شده‌است که این رادار جدید، دارای آنتن رهیاب الکترونیکی، برد بهبود یافته، قابلیت رهگیری هم‌زمان چند هدف و حساسیت بالا می‌باشد.

### سیستم IRST

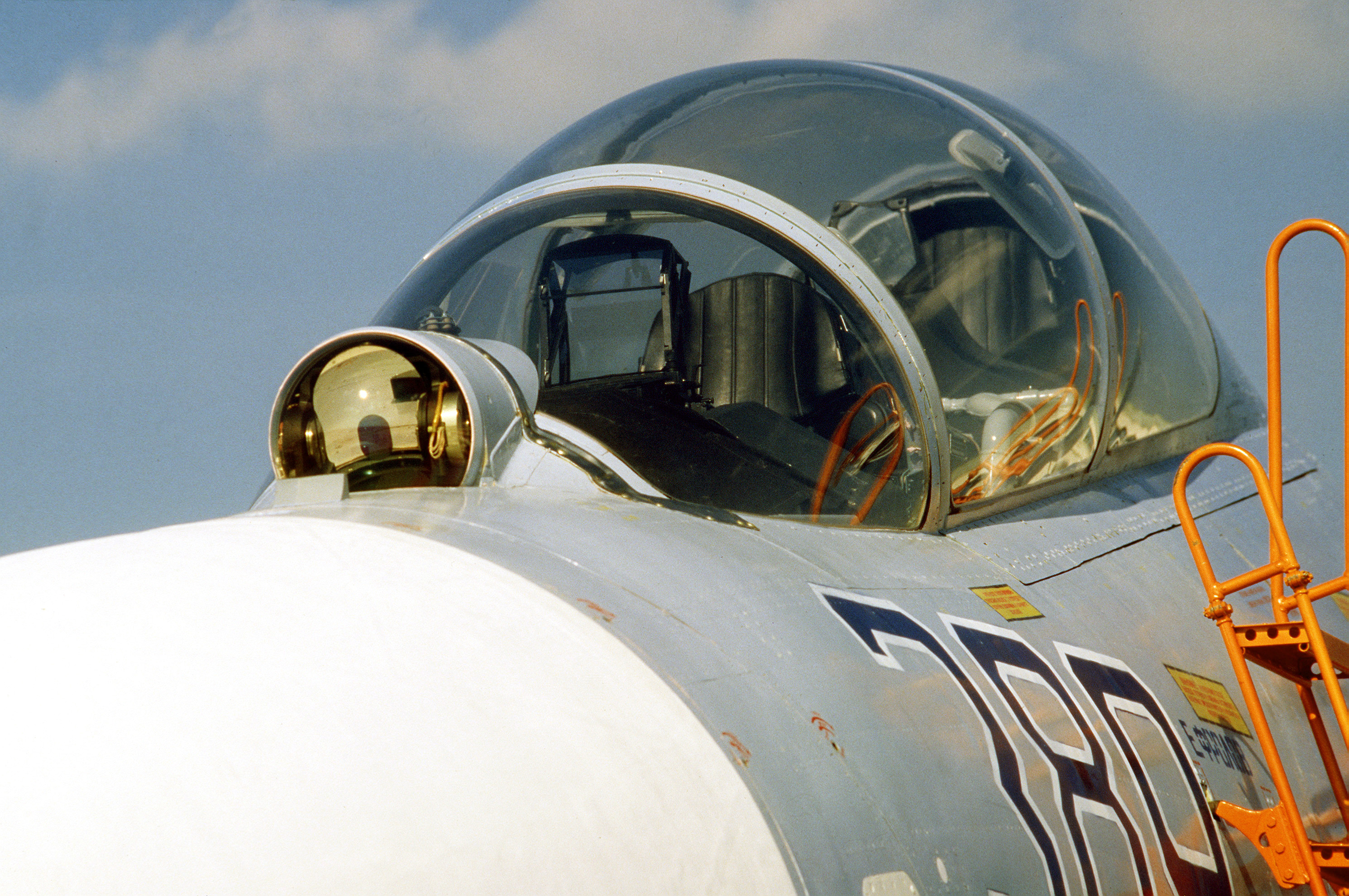
کابین خلبان سوخو سو۲۷ یوبی همراه با سامانه IRST

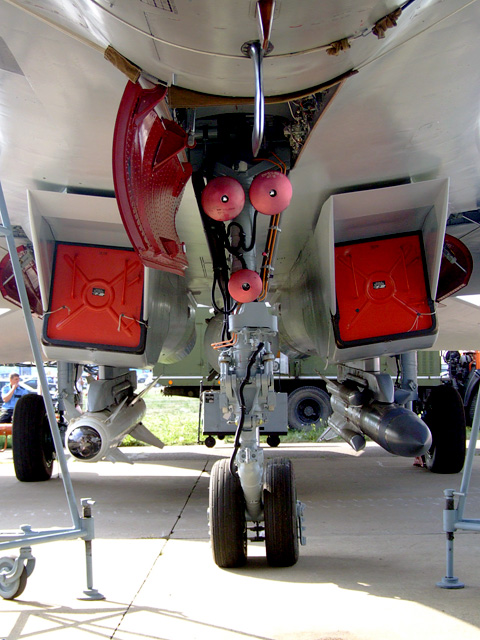
ارابه فرود سوخو سو۲۷ اس‌کی

در سوخوی۲۷، به تقلید از جنگنده اف-۱۴دی (مدل حمله به زمین اف-۱۴) از سیستم جستجو و ردیابی مادون قرمز یا IRST استفاده شده‌است. این سیستم درست بر روی دماغه و مقابل کابین نصب شده و با یک سیستم فاصله‌یاب لیزری، هماهنگ شده‌است. این سیستم می‌تواند در خدمت رادار قرار بگیرد یا مستقلاً برای حملات مخفیانه به کار گرفته شود. این سیستم همچنین به کنترل مسلسل هواپیما کمک می‌کند و دقت بیشتری را نسبت به زمانی که از حالت نشانه‌روی رادار استفاده می‌شود، فراهم می‌آورد.

## گونه‌ها
گونه‌های مختلف تولید شده پس از دوران شوروی، بدین شرح هستند:
- Su-27P: نوع یک نفرهٔ نمایشی با انجام برخی ابداعات، نظیر غلاف سوختگیری هوایی.
- Su-27PU یا Su-30: نوع دونفره با میزان تولید اندک، دارای غلاف سوختگیری هوایی، سیستم‌های اویونیک هدایت نبرد، سیستم کنترل پرواز جدید و…
- Su-30 M و Su-30MK: جنگندهٔ نسل جدید، چند ماموریته و دو نفره. گفته می‌شود تعدادی جنگندهٔ Su-30M برای ارزیابی و سنجش توانایی، در اواسط دههٔ ۱۹۹۰، در اختیار نیروی هوایی روسیه قرار گرفته‌اند، اگر چه، این تلاش‌ها، حاصل زیادی نداشته‌است. جنگندهٔ Su-30MK نوع صادراتی Su-30M می‌باشد که سطح تجهیزات و قابلیت‌های آن، تغییر کرده‌است.
- Su-30MKA: نوع صادراتی مخصوص الجزایر.
- Su-30MKI: نوع پیشرفته شدهٔ Su-30MK ویژهٔ نیروی هوایی هند؛ مجهز به پیش‌دم (کانارد)، سیستم تغییر بردار رانش، اویونیک جدیدی که از چند کشور مختلف تهیه شده‌است و قابلیت انجام عملیات‌های گوناگون.
- Su-30MKK: نوعی بر اساس مدل Su-30MK ویژهٔ نیروی هوایی چین، با اویونیک روسی، قابلیت انجام عملیاتهای گوناگون، ولی بدون پیش‌دُم و سامانهٔ تغییر بردار رانش.
- مSu-30MK2: نوعی بر اساس مدل Su-30MKK ویژهٔ نیروی دریایی چین، با قابلیت‌های ضدکشتی پیشرفته.
- Su-30MKM: نوعی بر اساس مدل Su-30MK ویژهٔ نیروی هوایی مالزی.
- Su-30KN: مدل بهبود یافتهٔ یک‌نفره، با سیستم‌های الکترونیک جدید که به این جنگنده اجازه می‌دهند کارکردهای جدیدی را انجام دهد؛ عمدهٔ این کارکردهای جدید، حول و حوش ناوبری هواپیما می‌باشند.
- Su-30KI: مدلی یک‌نفره از Su-30MK ویژهٔ اندونزی، که با ورود به خدمت Su-27SMK در اواسط دههٔ ۱۹۹۰، قرارداد خرید اندونزی، نیمه کاره رها شد.
- Su-27M یا Su-۳۵ و Su-۳۷: هواپیماهایی با کارکردهای بهبود یافته که همگی تک سرنشین بوده و از مدل Su-27S مشتق شده‌اند. این مجموعه، شامل نوع دونفره‌ای به نام Su-35UB می‌باشند.
- Su-27SM: نوع ارتقاء یافته‌ای از Su-27Sهای نیروی هوایی روسیه، که تکنولوژی آن، مشابه Su-27M ارزیابی می‌شود.
- Su-27UBM: نوع ارتقاء یافته‌ای از مدل Su-27UB.
- Su۳۲ یا Su-27IB موسوم به Platypus: نوع دونفره، ویژهٔ عملیات ضربتی دوربرد، که دو خدمهٔ کنار یکدیگر می‌نشینند.
- Su-27KUB: نوعی دو نفره، بر اساس مدل ناونشین یک نفرهٔ Su-27K، ویژهٔ آموزش جهت ناو هواپیمابر یا انجام عملیات چند مأموریتی.

## حوادث مهم
- در سال ۱۹۹۰ یک سوخو-۲۷ شوروی سقوط کرد که خلبان و یک نفر بر روی زمین جان باختند.[۶][۷]
- در سال ۱۹۹۵ میلادی، یک فروند سوخو-۲۷ و یک فروند سوخو-۲۷یوبی از گروه شوالیه‌های روسی هنگام انجام نمایش با هم برخورد کردند و در این برخورد ۴ خلبان جان باختند.[۸][۹]
- در سال ۲۰۰۲ میلادی یک فروند سوخو-۲۷ اوکراین حین انجام نمایش سقوط کرد که منجر به مرگ ۷۷ نفر بر روی زمین شد که ۲۸ نفر از آنها کودک بودند.[۱۰] در این حادثه که مرگبارترین رویداد در نمایشهای هوایی لقب گرفته‌است، هر دو خلبان با موفقیت ایجکت کردند که دچار آسیب‌دیدگی جزئی شدند. درمجموع ۵۴۳ تماشاگر بر روی زمین دچار آسیب دیدگی شدند که بیش از ۱۰۰ نفر از آنها دچار آسیب جدی از ناحیهٔ سر، شکستگی استخوان و سوختگی بودند که نیاز بود در بیمارستان بستری شوند.[۱۱][۱۲] بقیهٔ آسیب دیدگان به‌صورت سرپایی درمان شدند.[۱۳] خلبان محکوم به ۱۴ سال زندان و پرداخت مبلغ ۱/۴۲ میلیون دلار آمریکا شد. کمک‌خلبان نیز به ۸ سال زندان و پرداخت مبلغ ۴۹۰ هزار دلار آمریکا محکوم شد. کمک‌خلبان در سال ۲۰۰۸ پس از سپری کردن ۳ سال و نیم زندان به دستور رئیس‌جمهور آزاد شد.[۱۴] از این رویداد فیلمبرداری نیز شده‌است.[۱۵]
- در سال ۲۰۰۹ میلادی، دو فروند سوخو-۲۷ از گروه شوالیه‌های روسی هنگام تمرین با هم برخورد کردند و در این برخورد «ایگور تخاچنکو» رهبر گروه جان باخت.[۸][۹]
- در نمایش هوایی رادوم لهستان در اوت ۲۰۰۹، یک فروند سوخو-۲۷-یوبی متعلق به بلاروس (مدل دوسرنشین سوخو۲۷) سقوط کرد که در نتیجه هردو خلبان بلاروسی کشته شدند و شخصی بر روی زمین آسیب ندید.[۱۶] از این رویداد فیلمبرداری شده‌است.[۱۷]

## نگارخانه

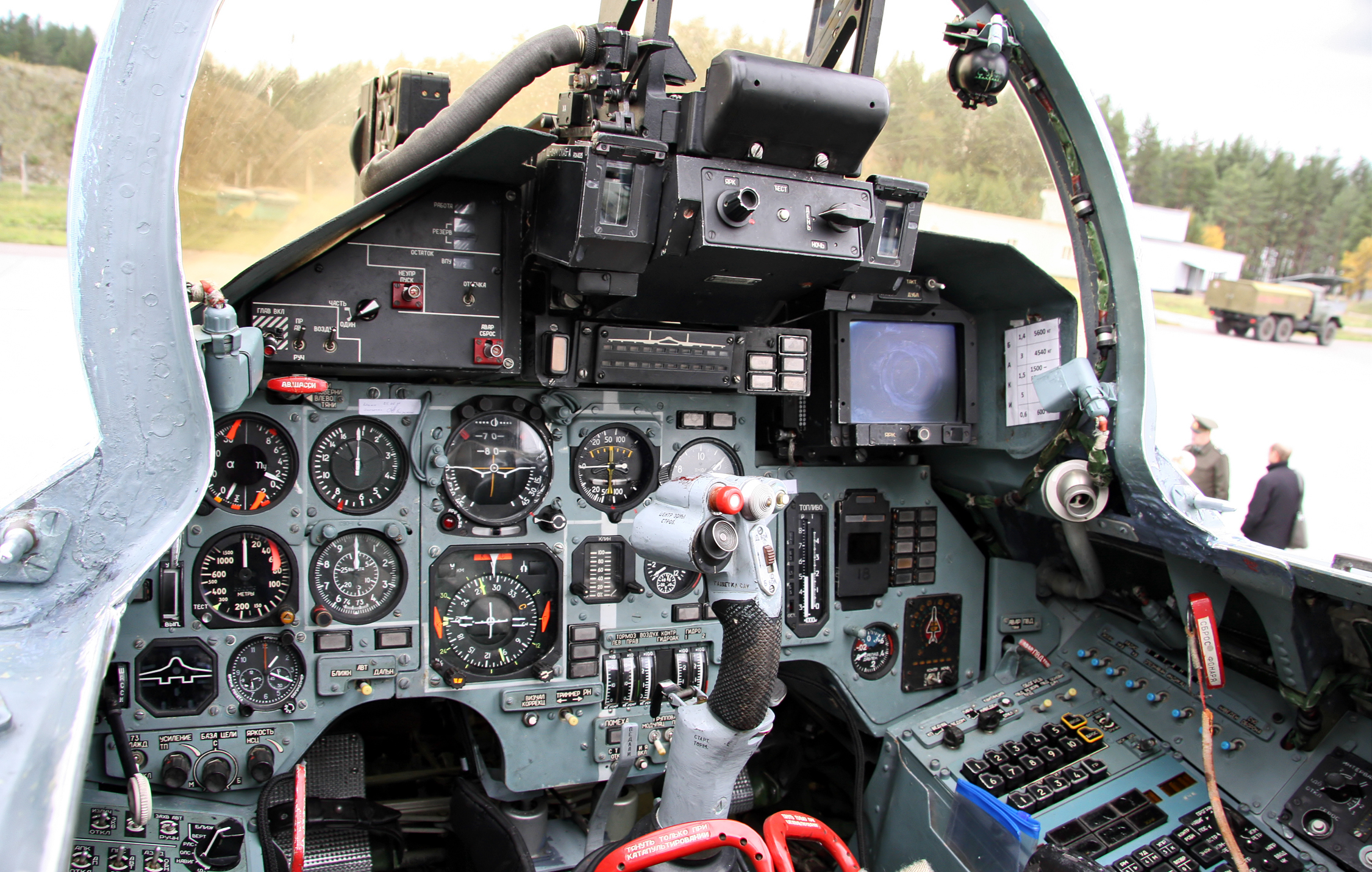
کابین سوخو-۲۷
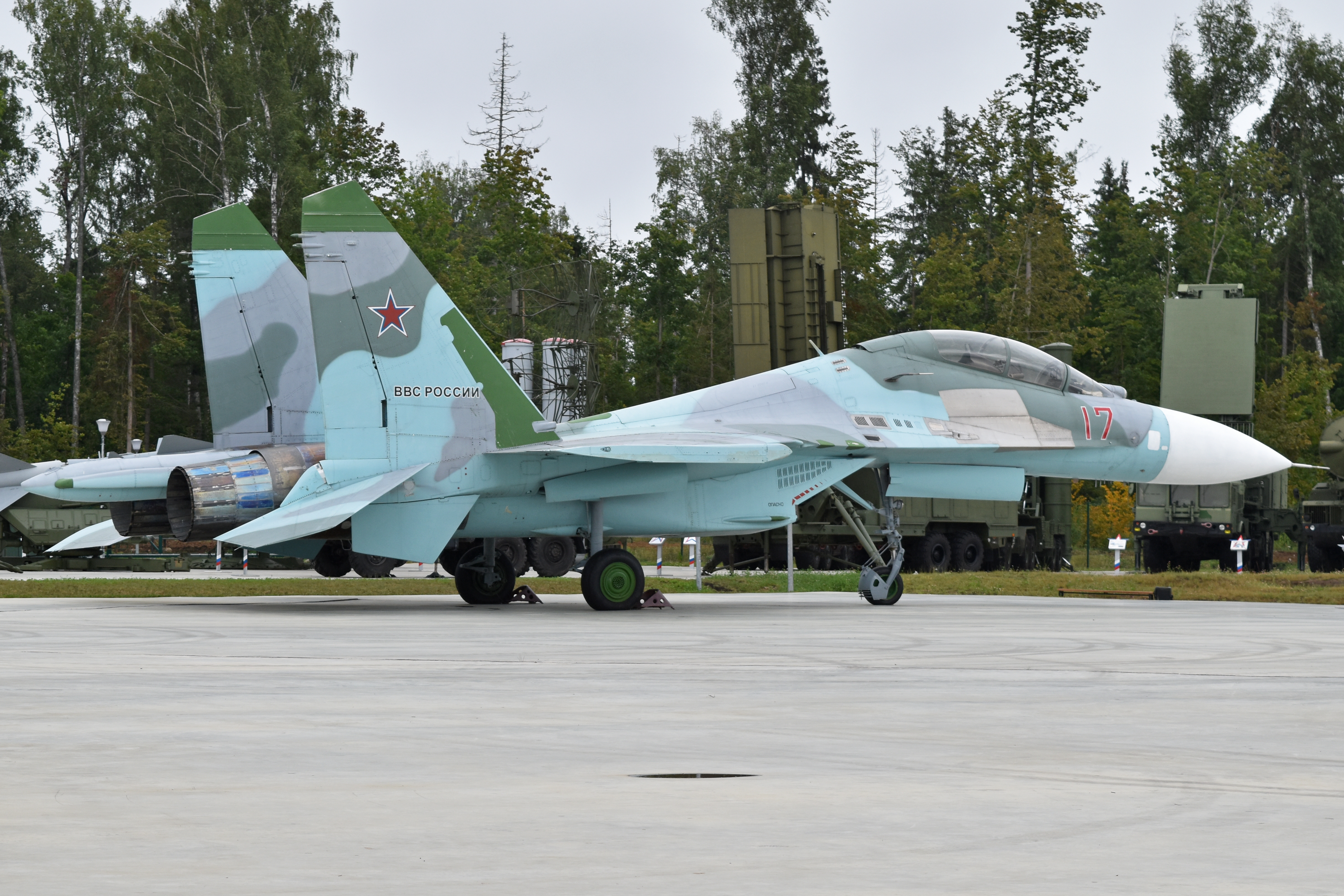
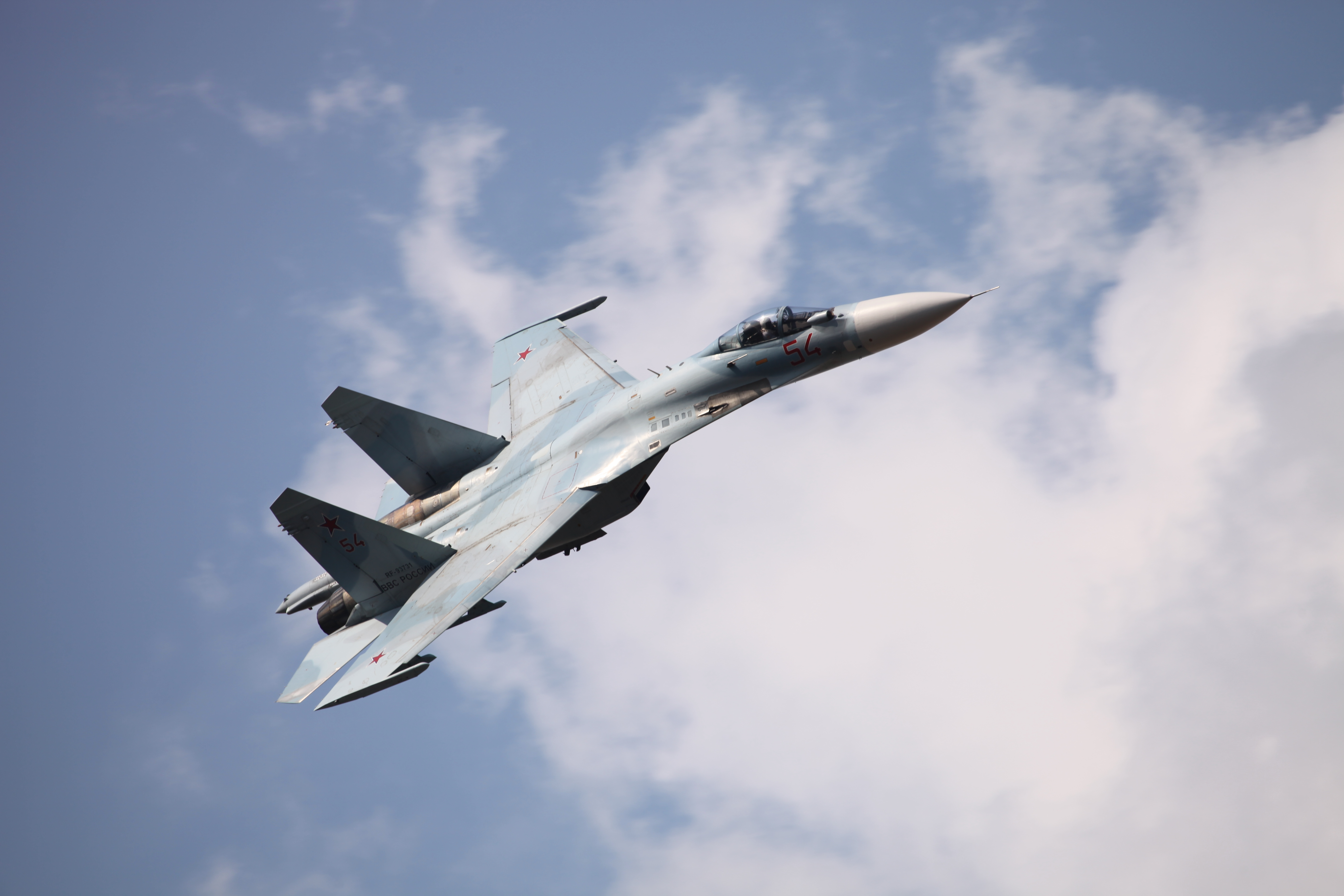
سوخو-۲۷-اس‌ام۳
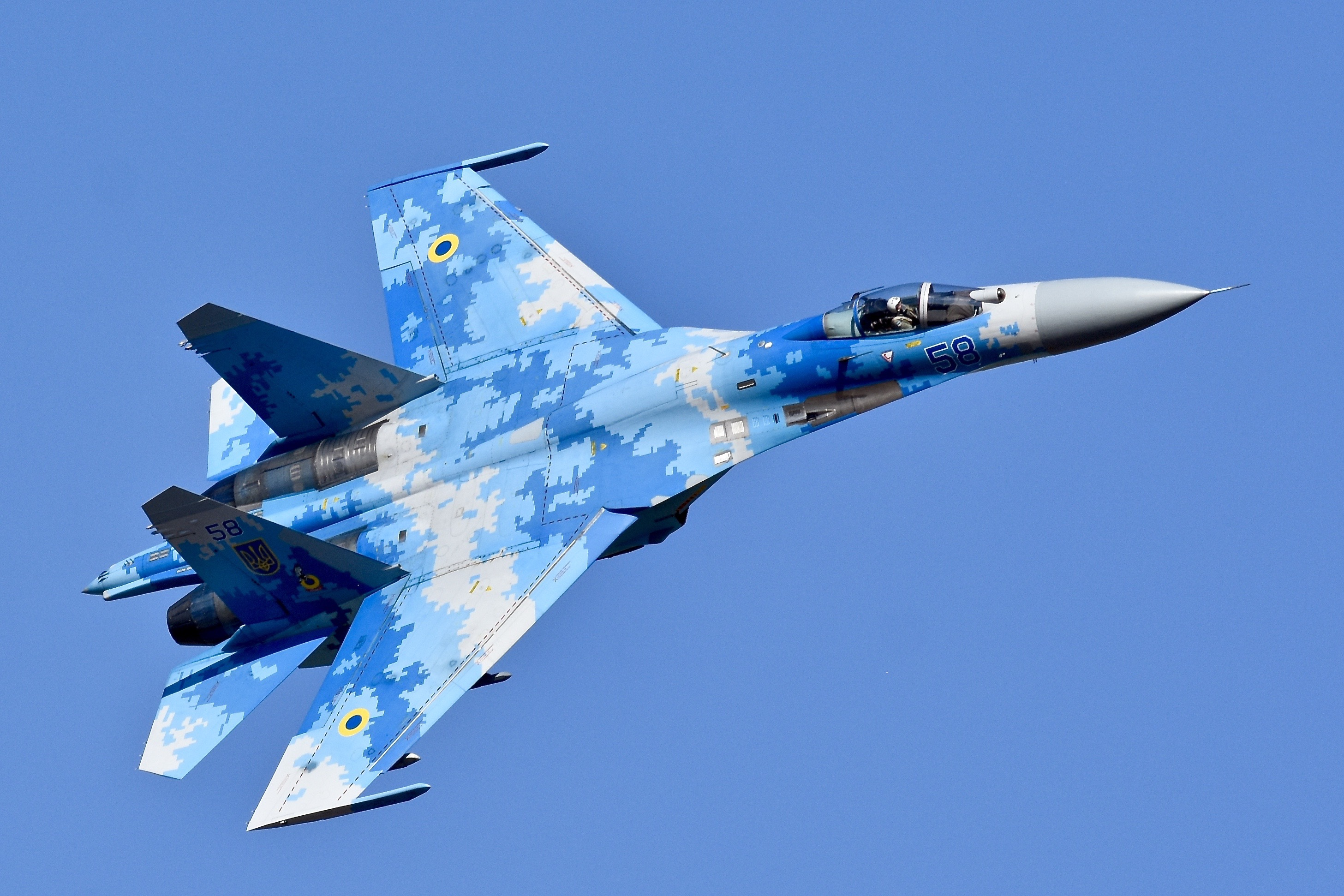
سوخو-۲۷-پی نیروی هوایی اوکراین
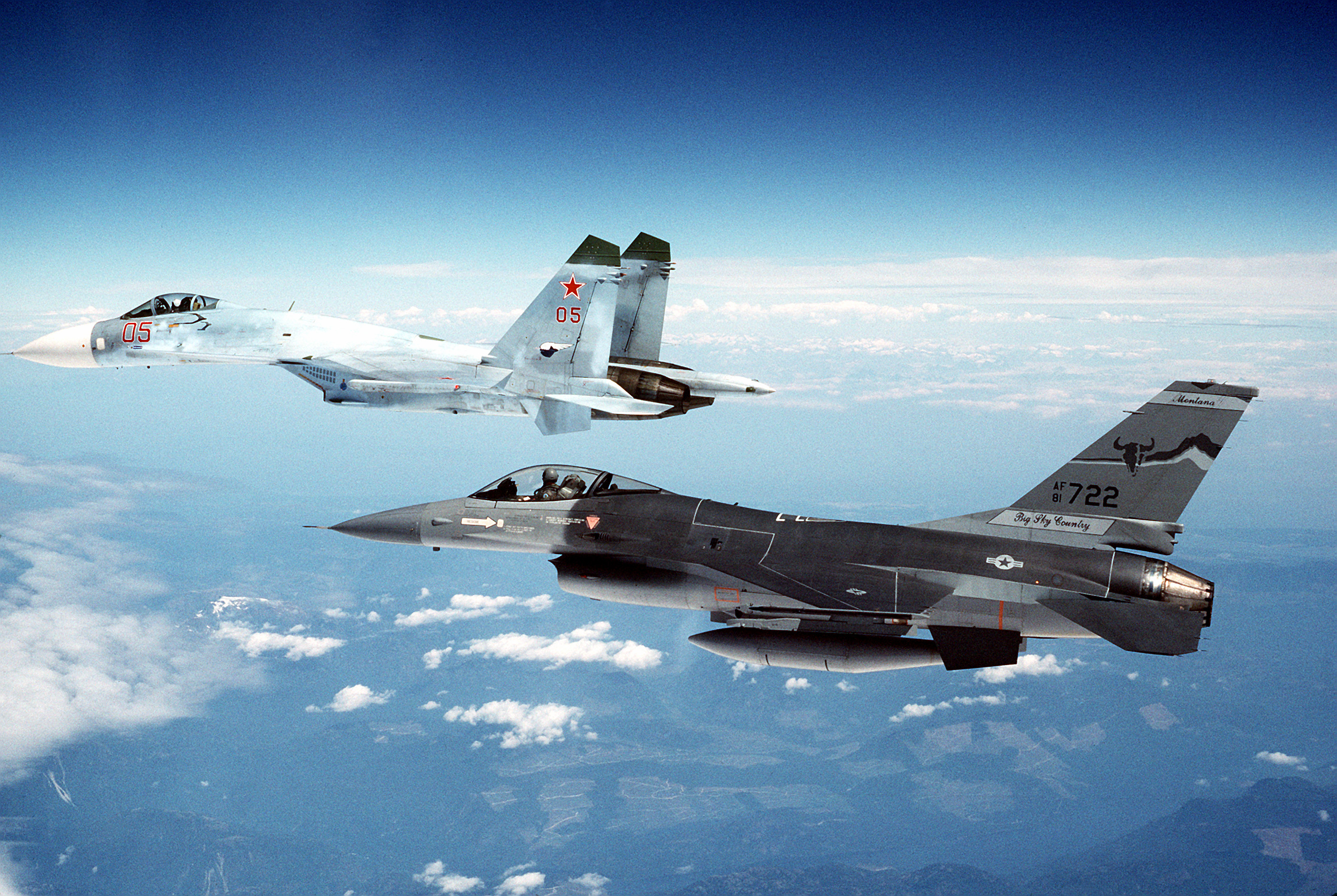
پرواز سوخو-۲۷ و اف-۱۶
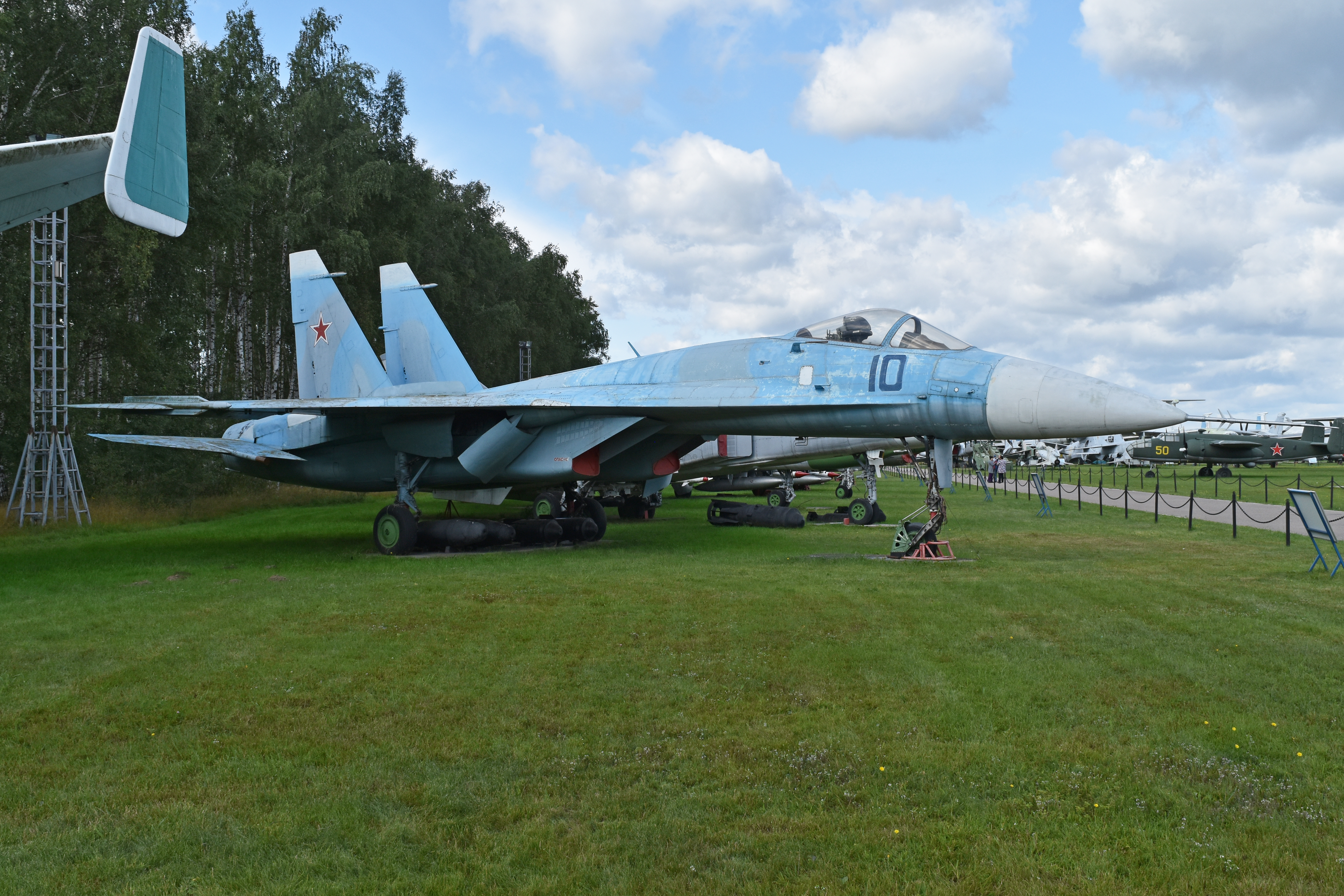
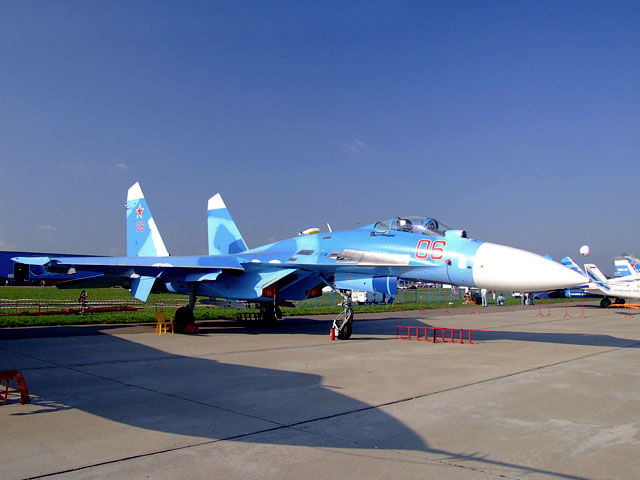
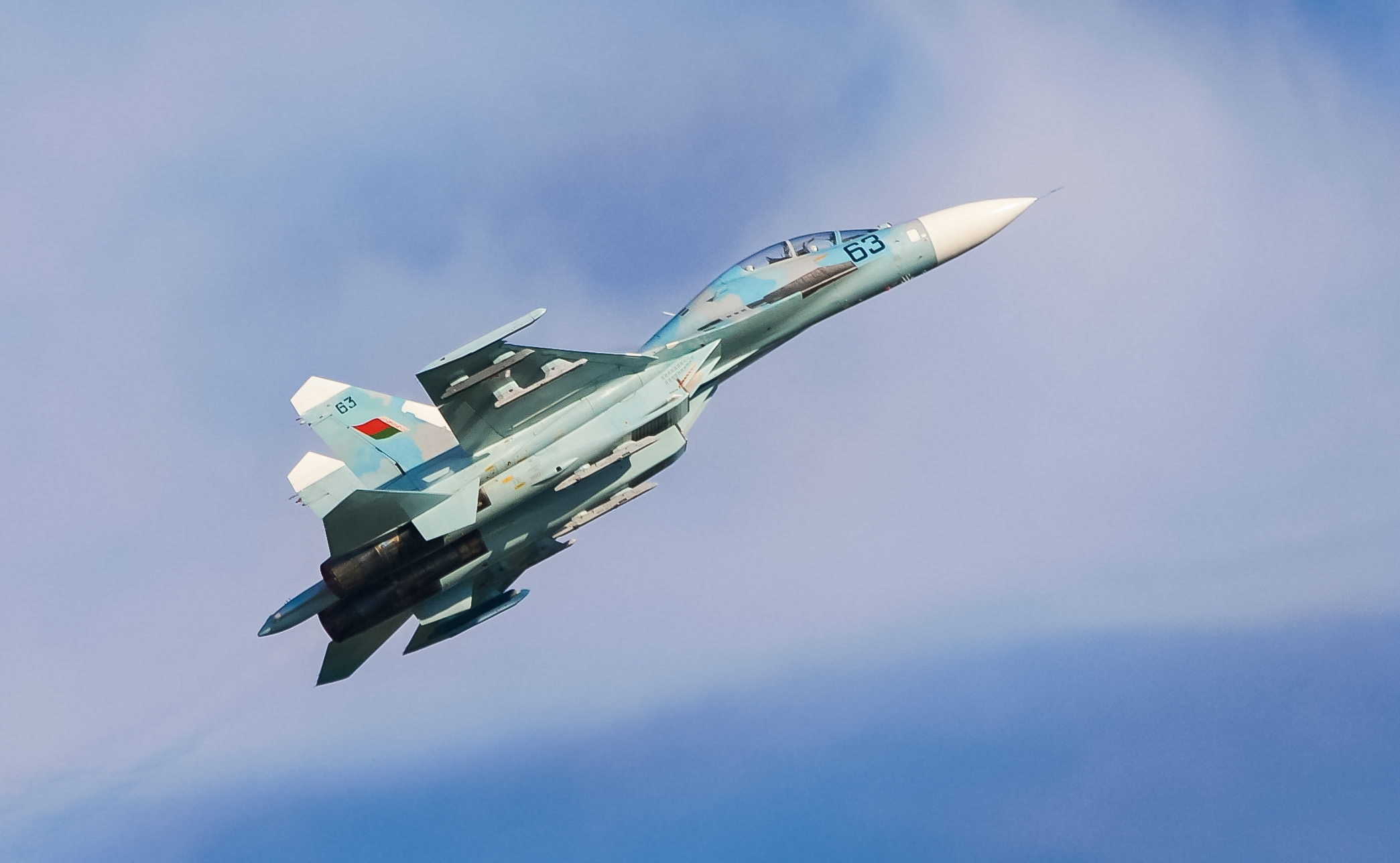
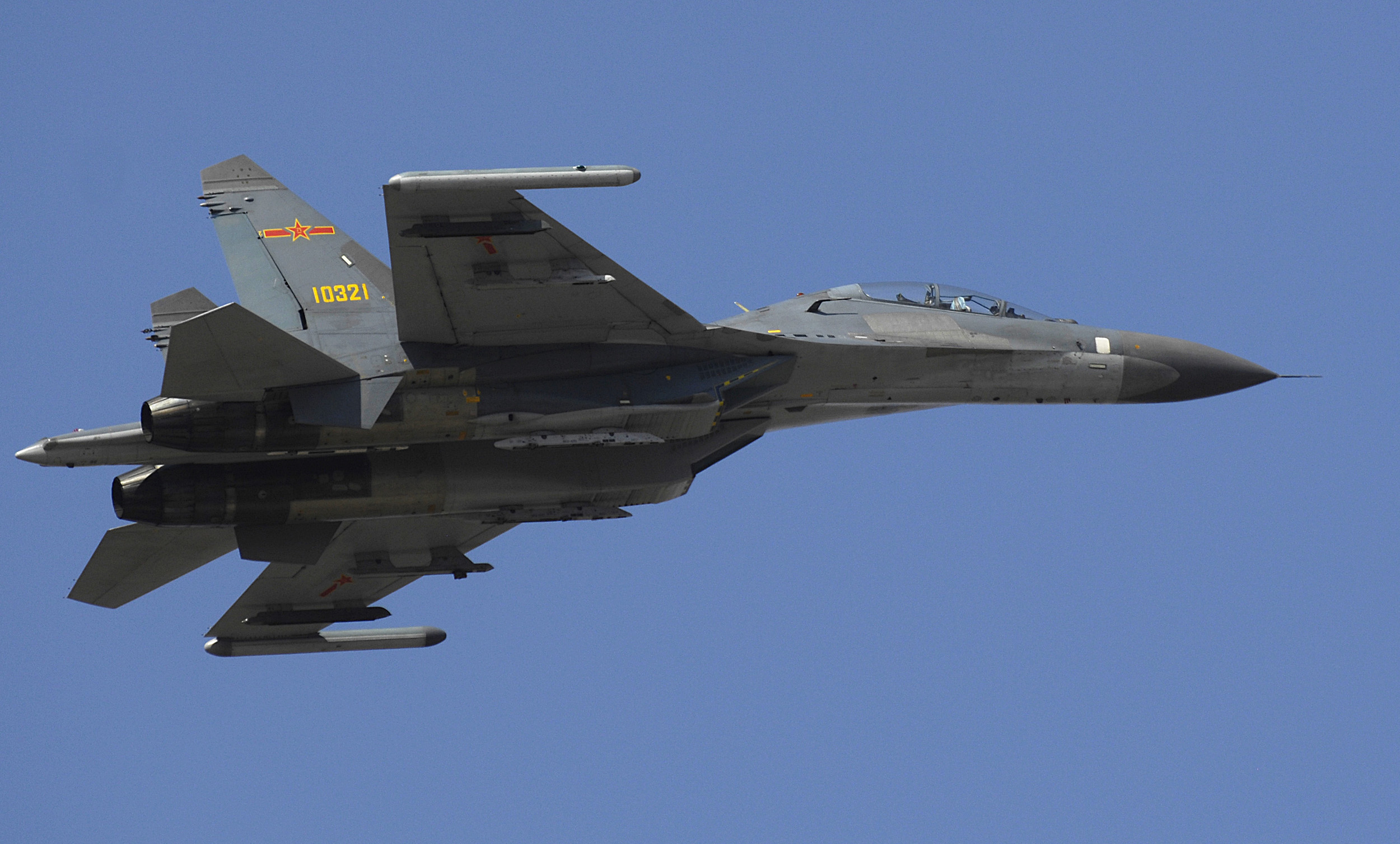
جنگنده Shenyang J-11 نیروی هوایی چین مهندسی معکوس از سوخو-۲۷-اس‌کی
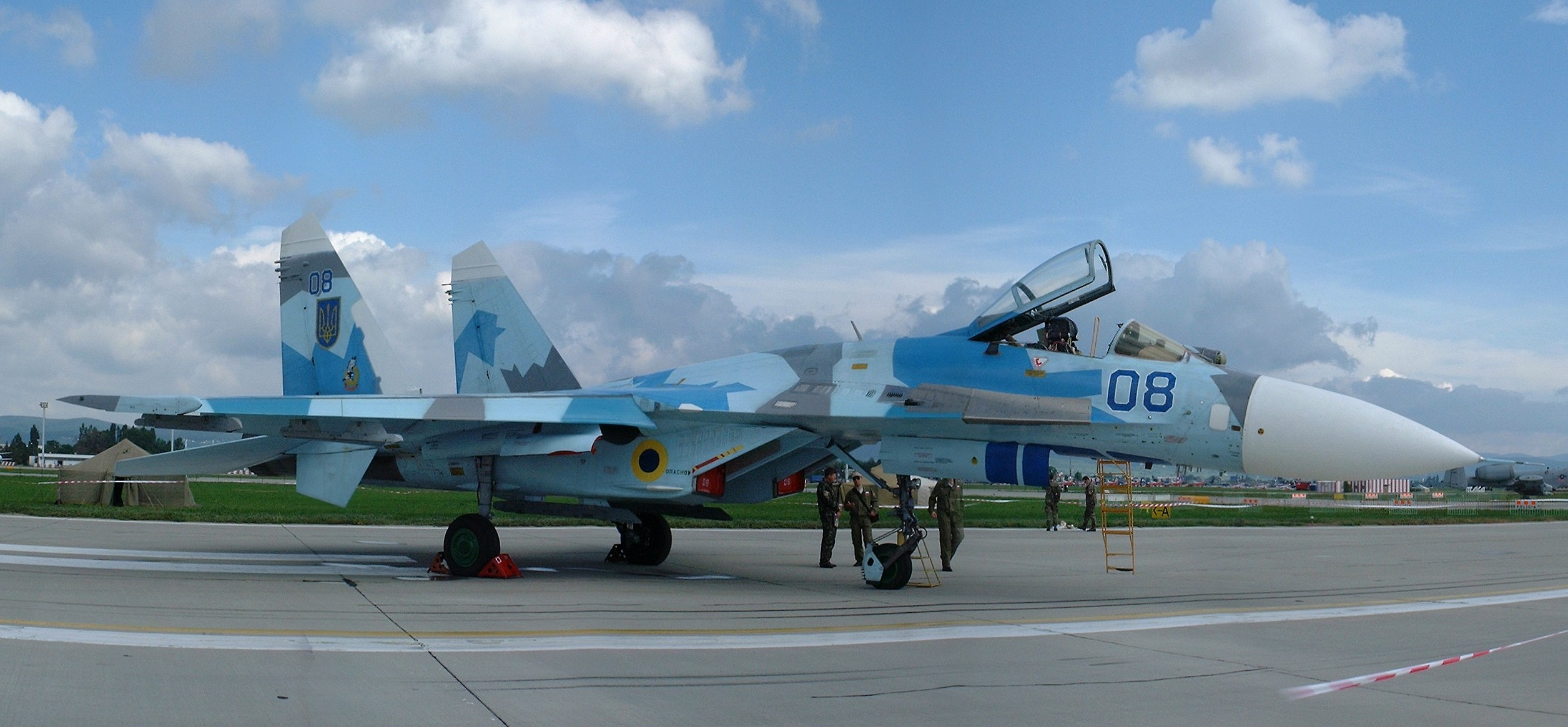
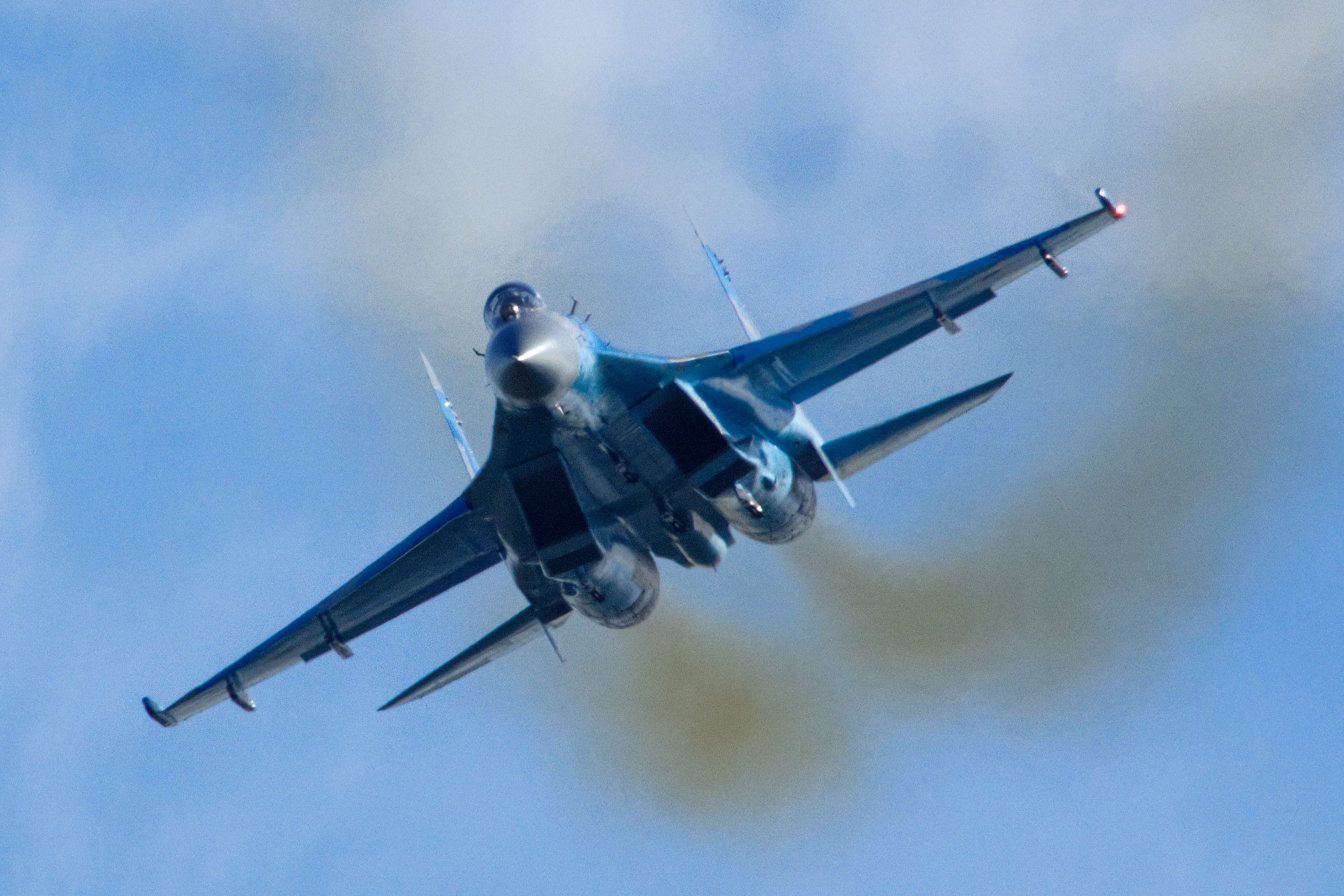
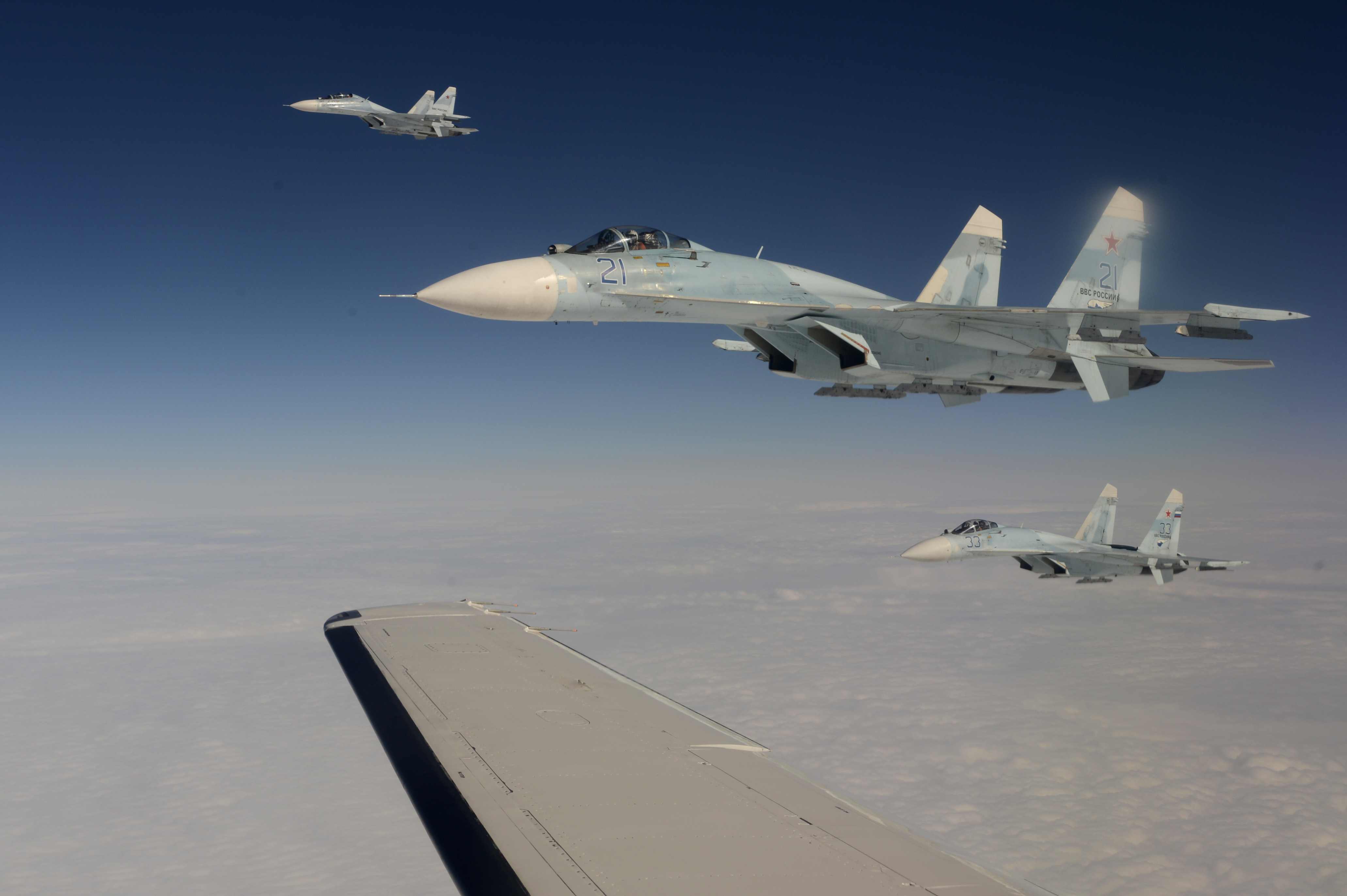
نیروی هوایی روسیه
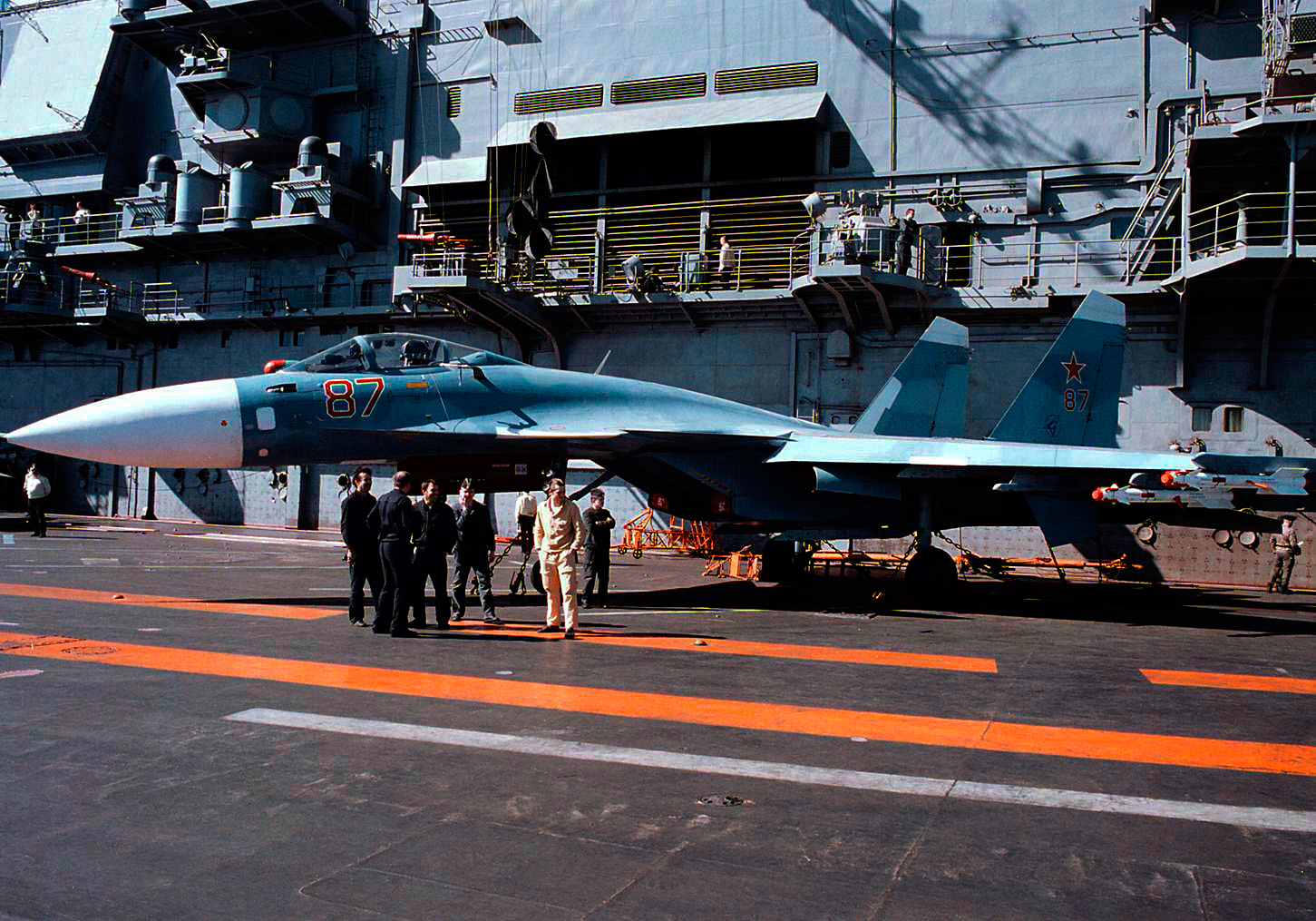
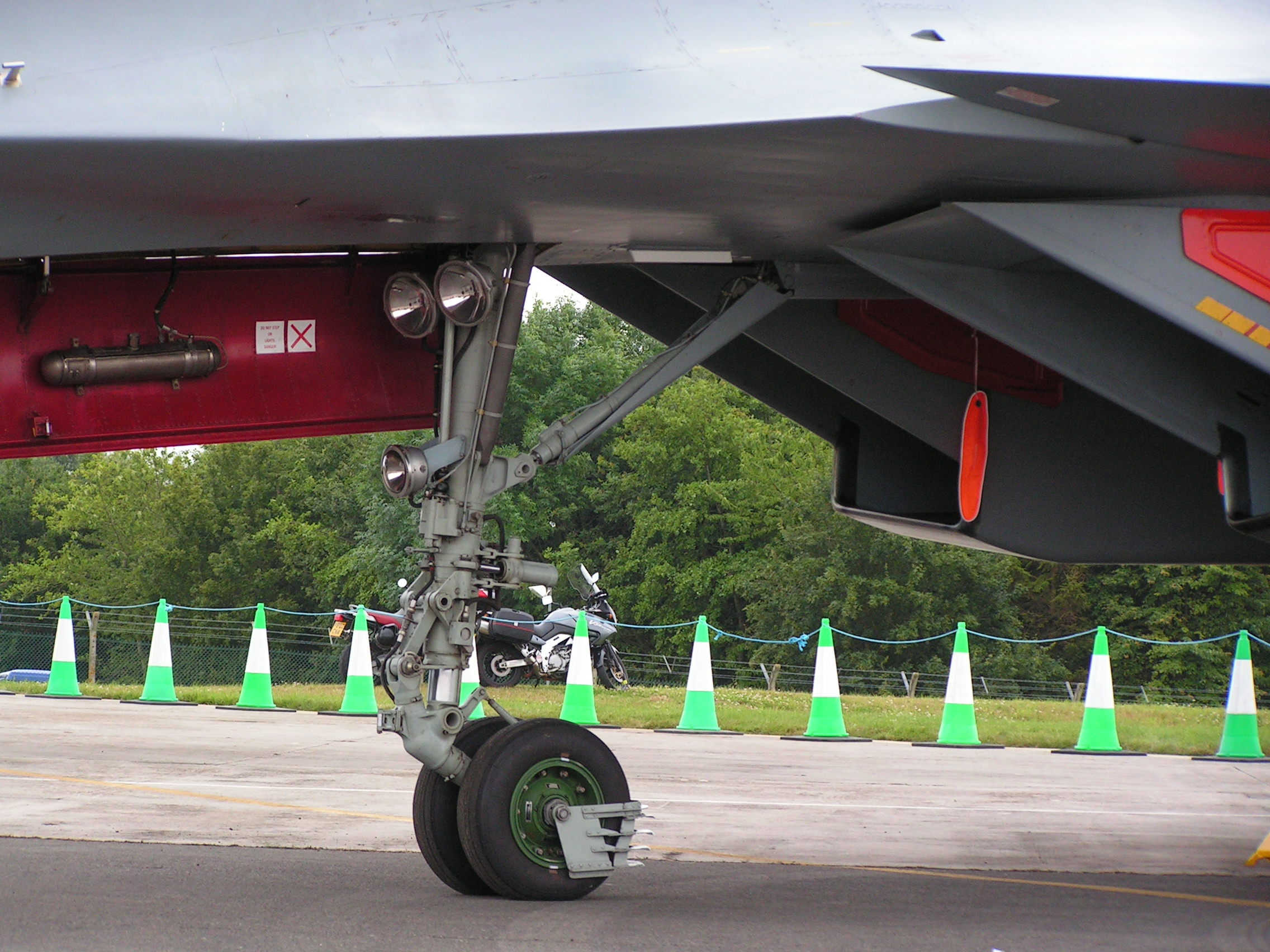
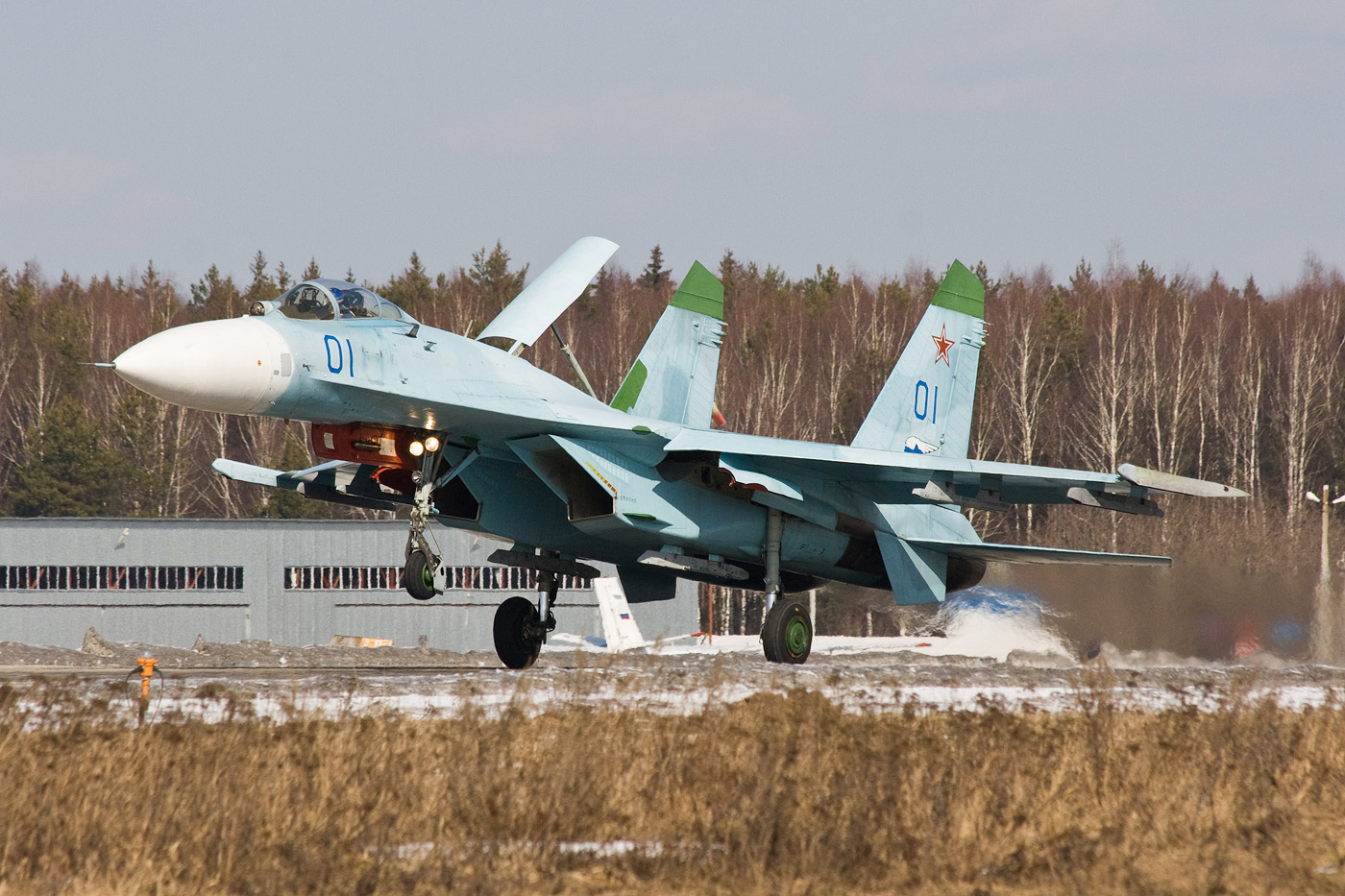
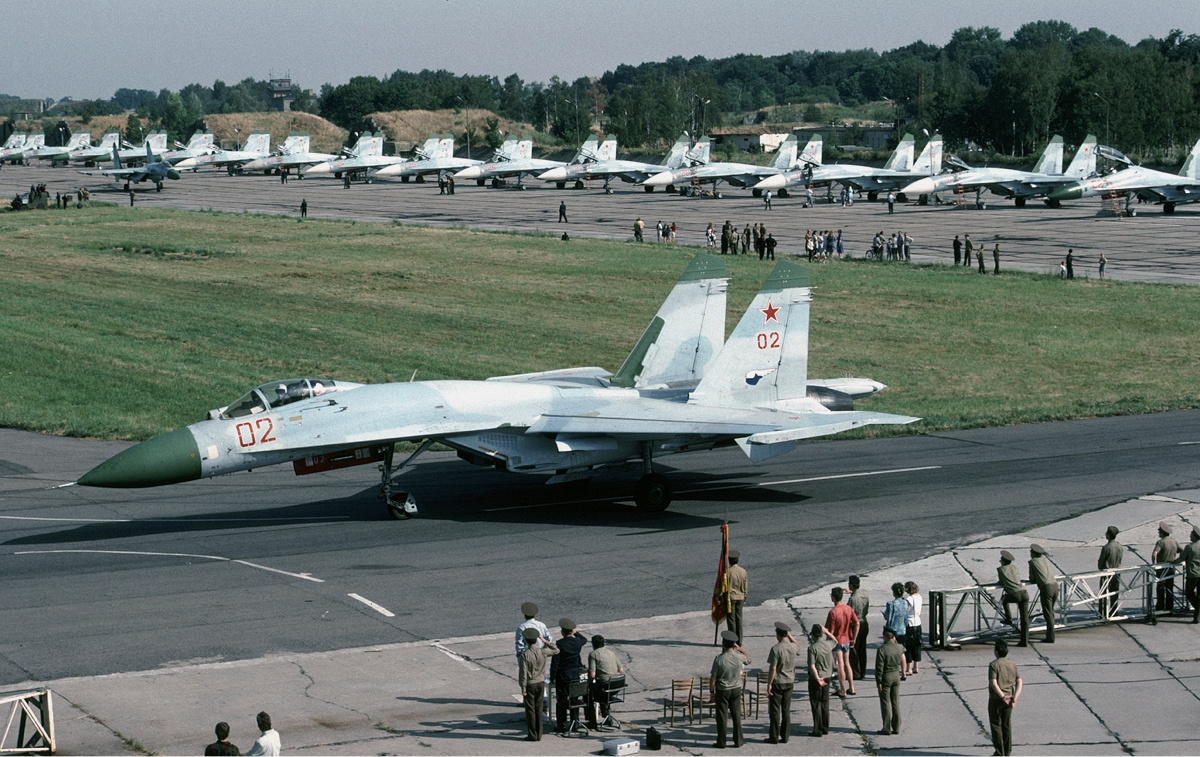
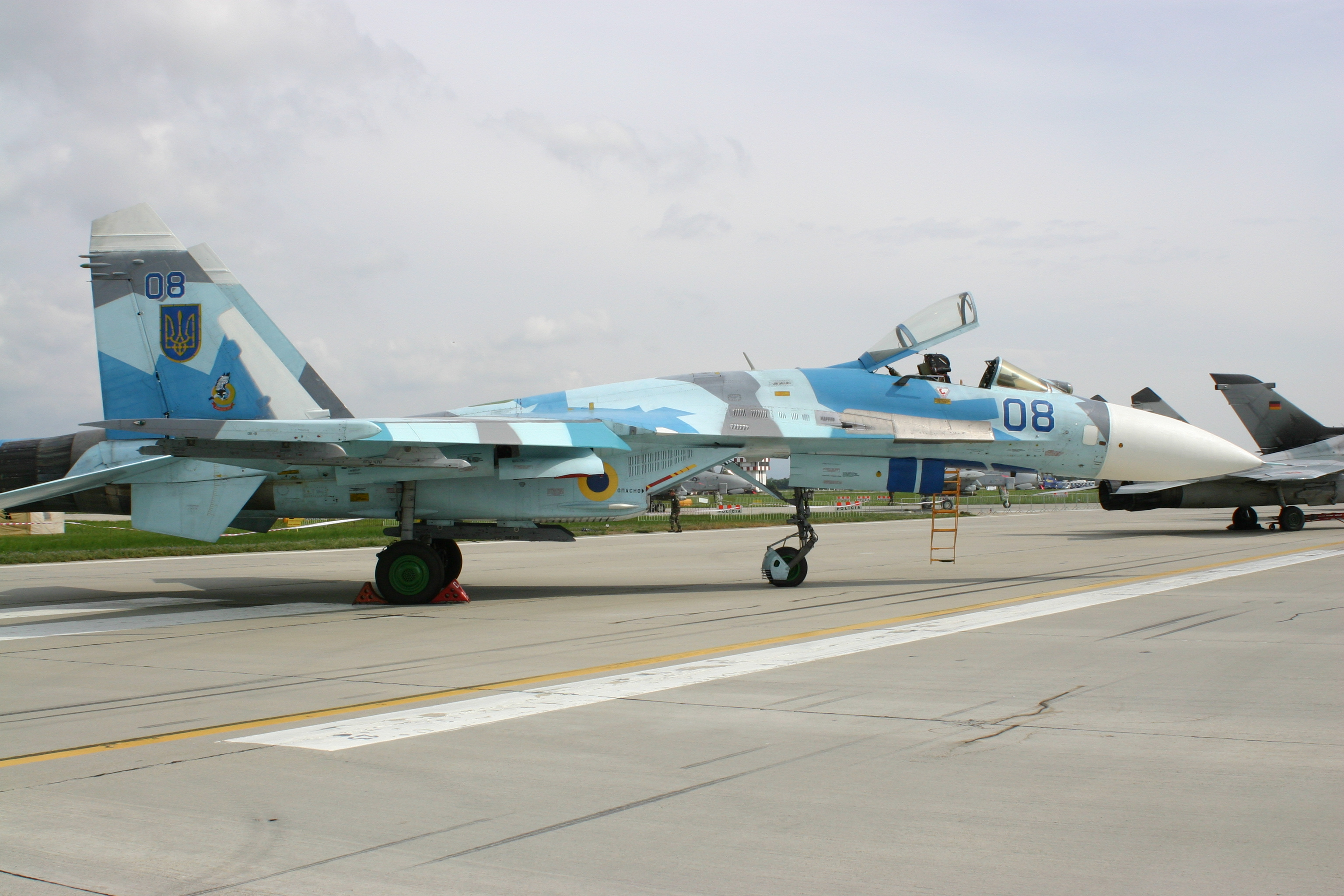
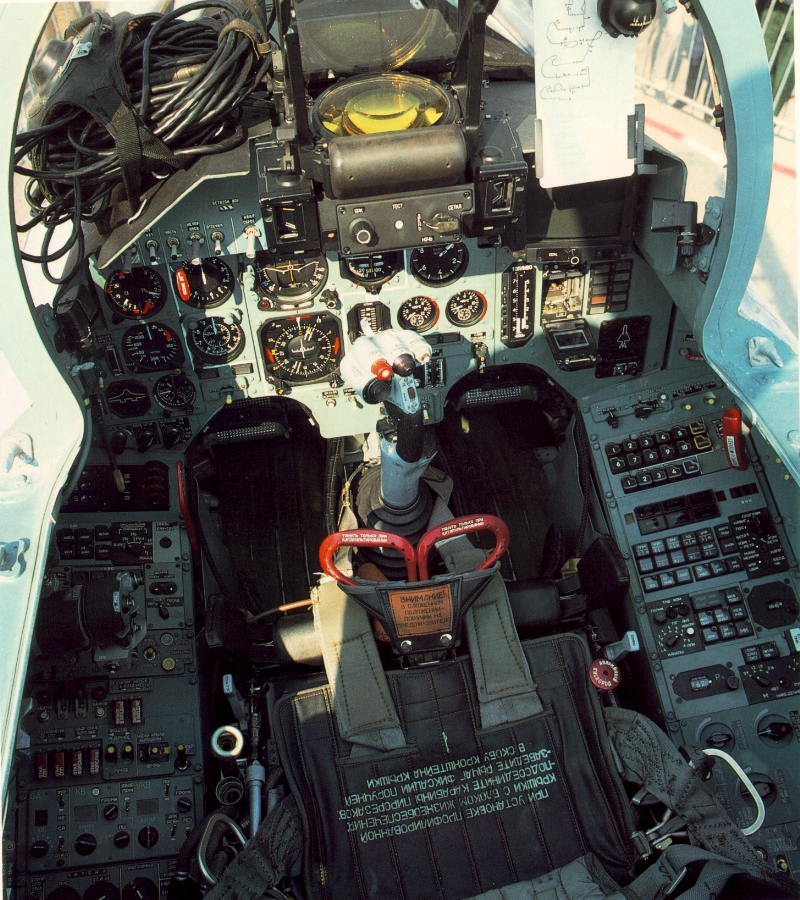
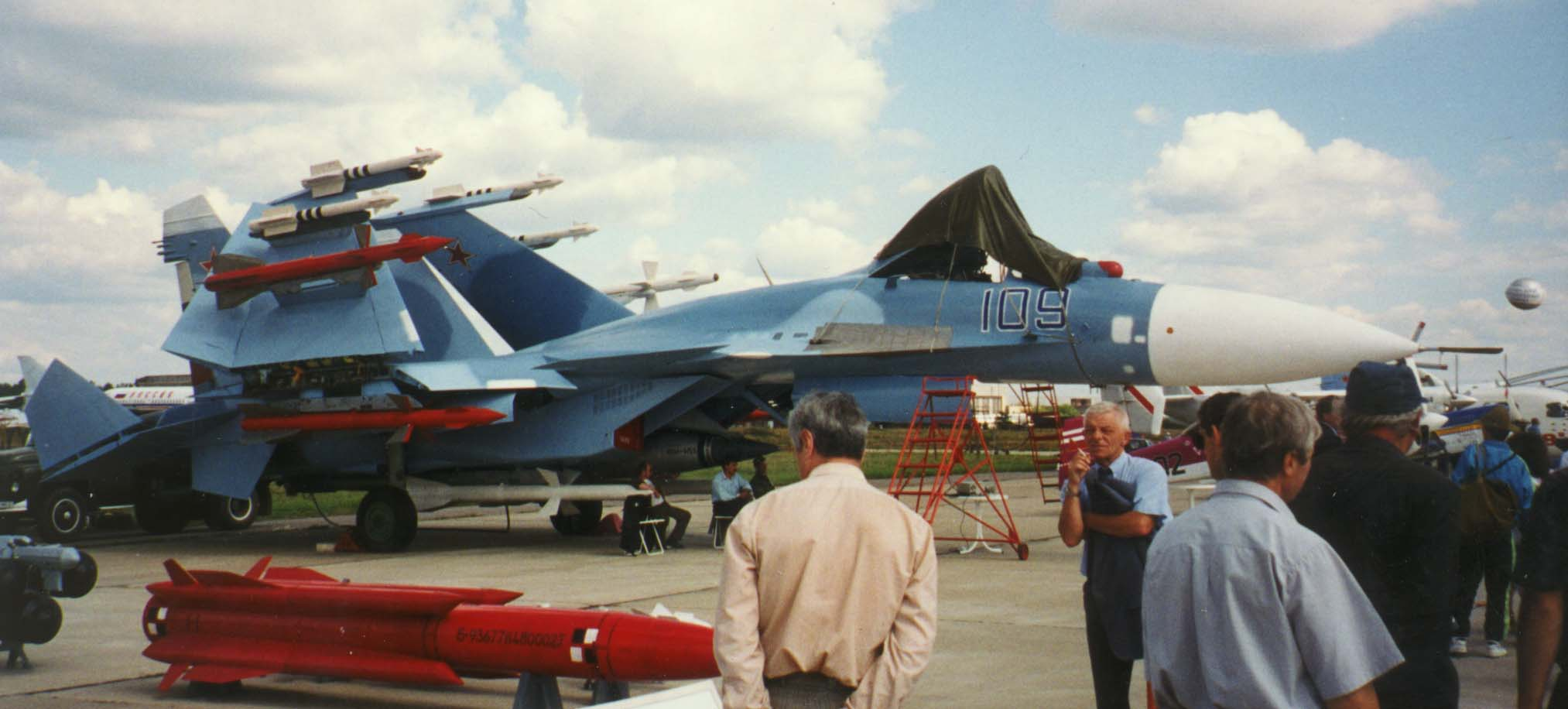
سوخو-۳۳ مدلی از سوخو-۲۷ است.
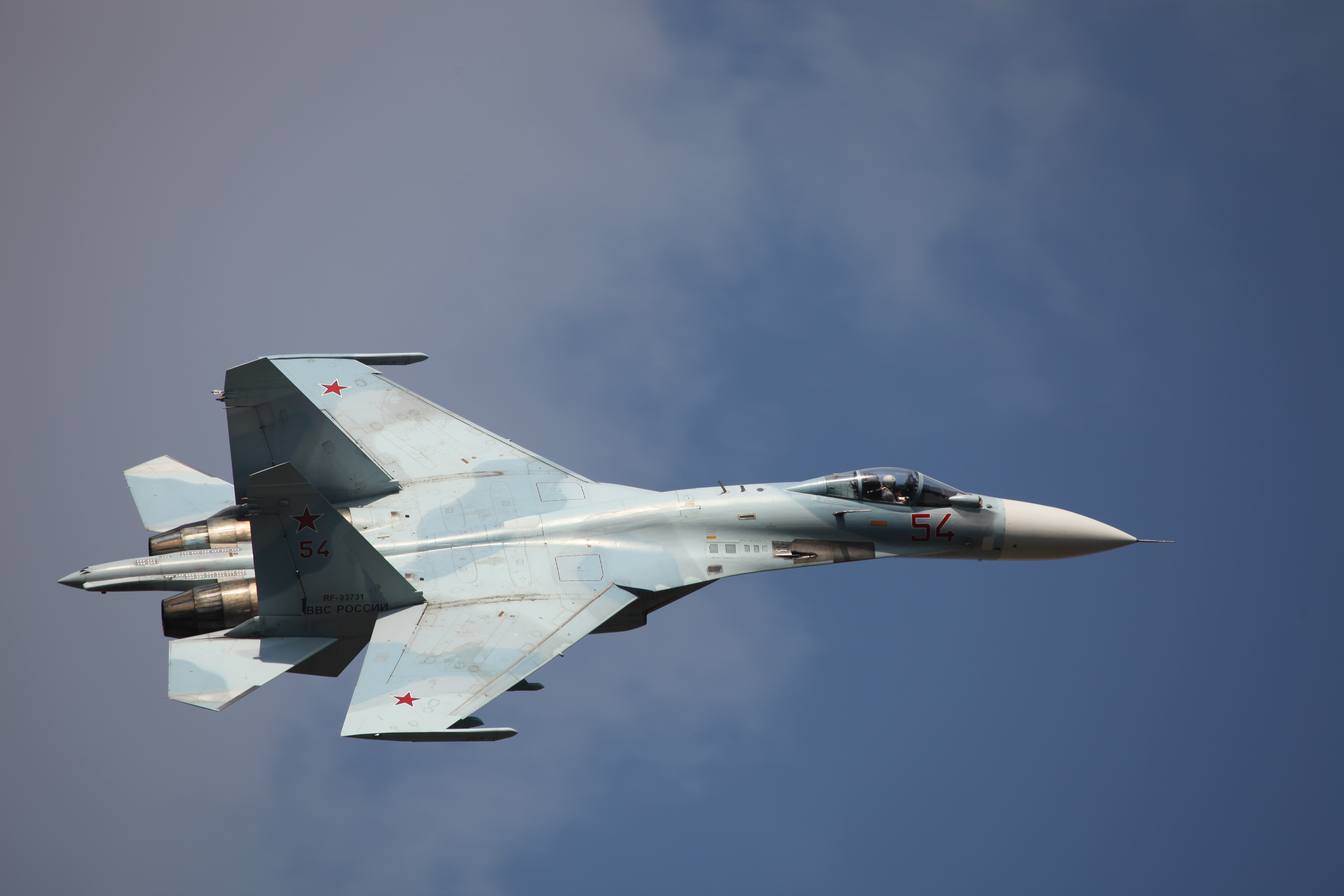
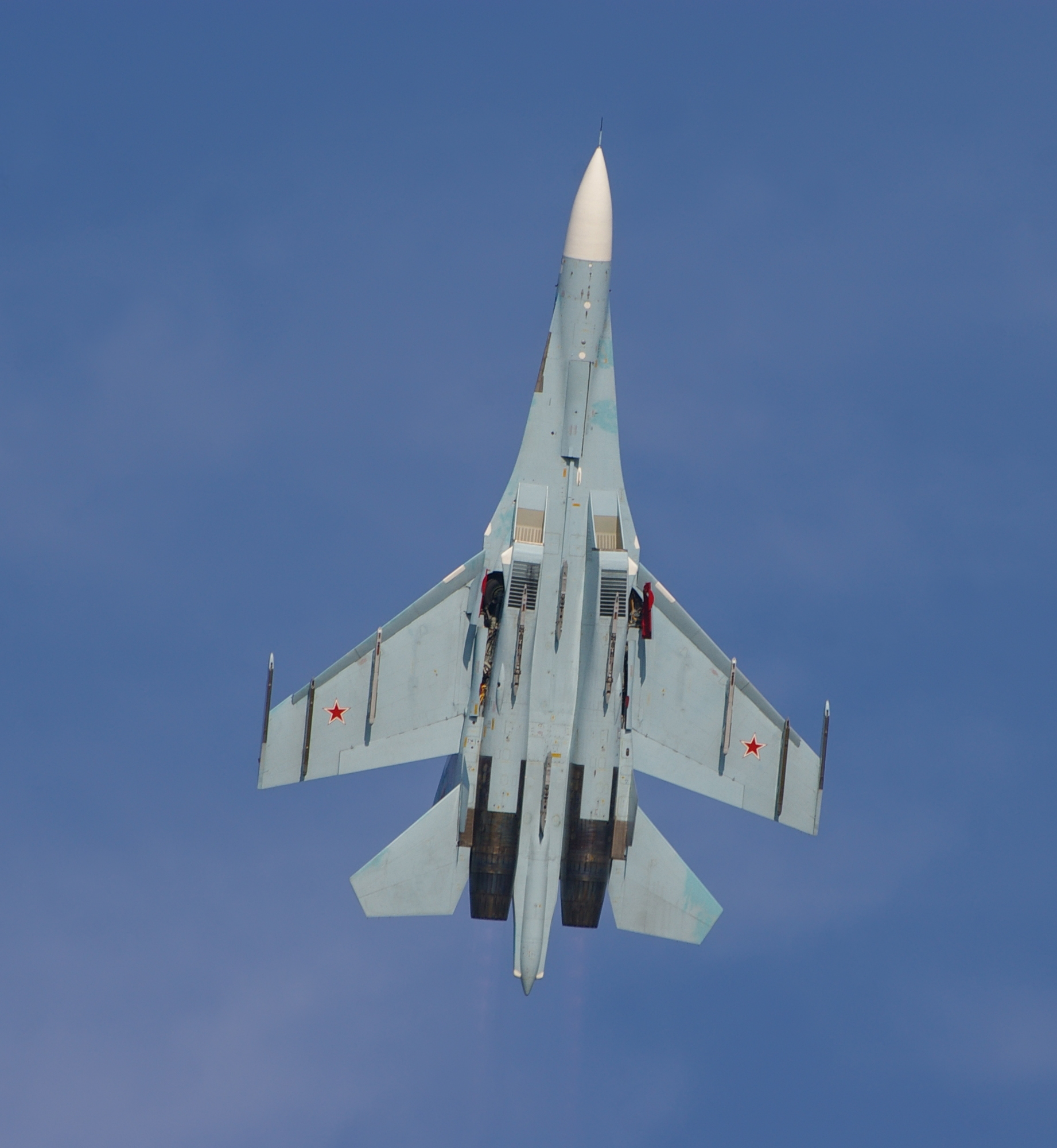
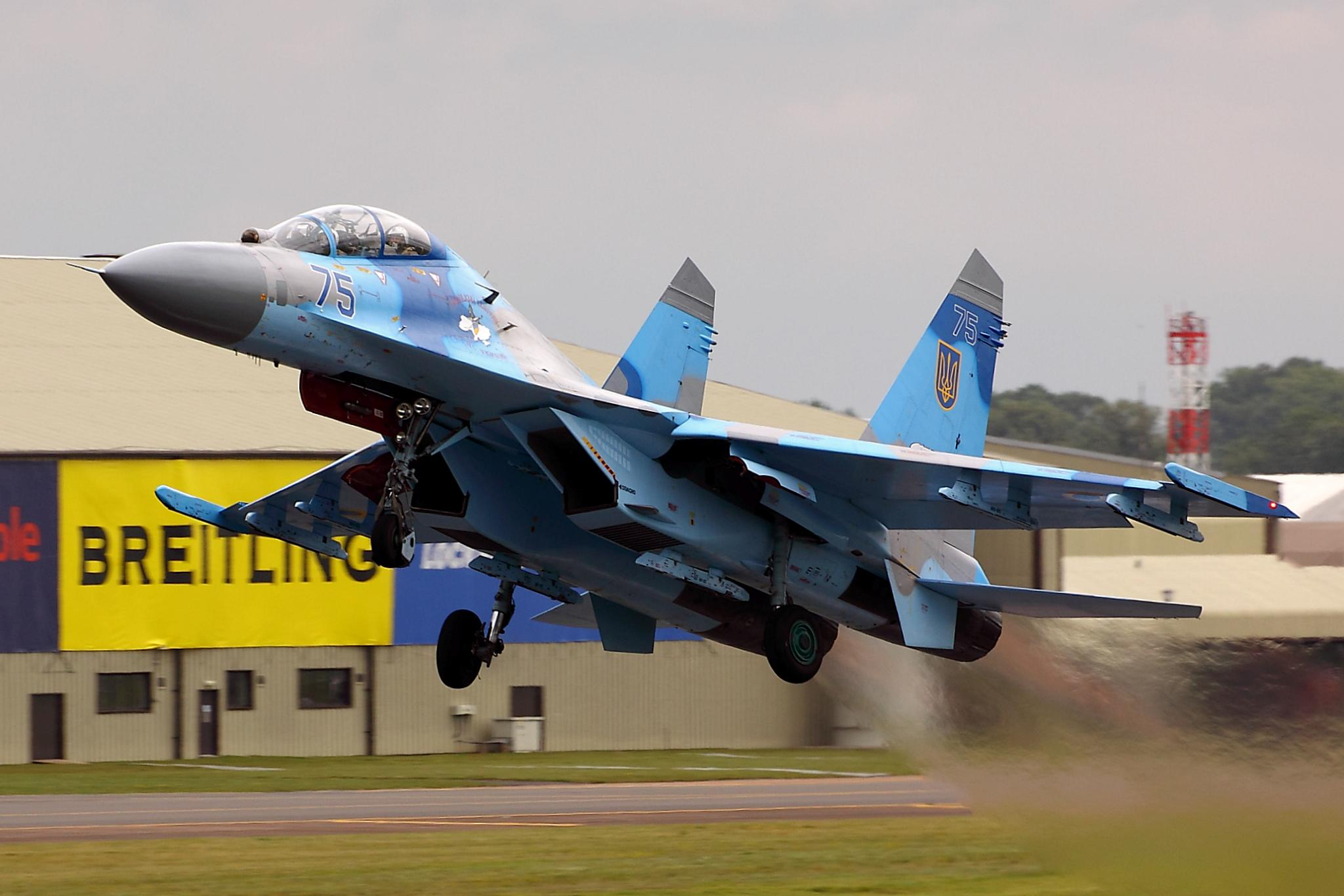
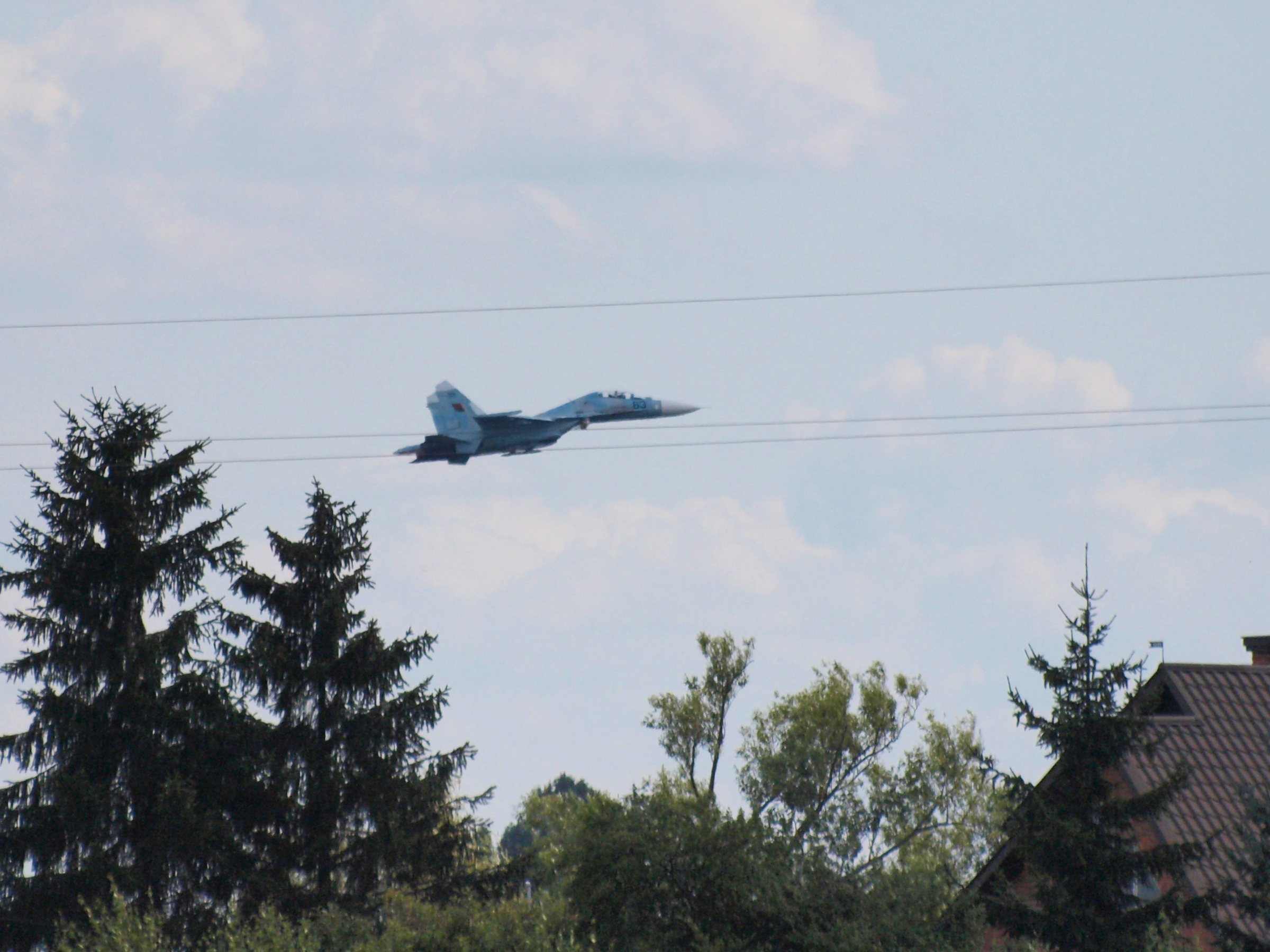
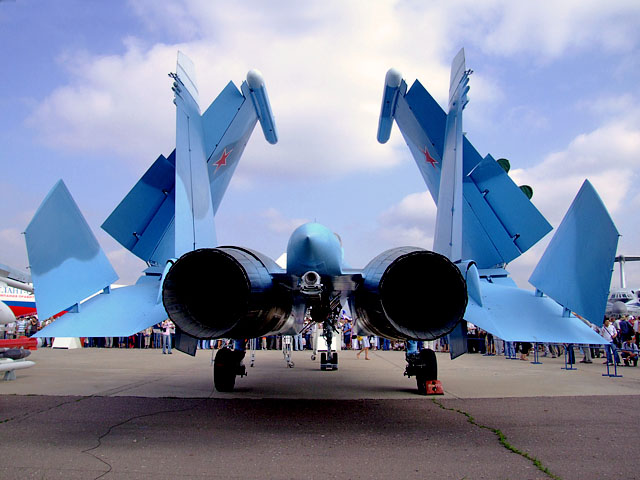
مدل ناونشین
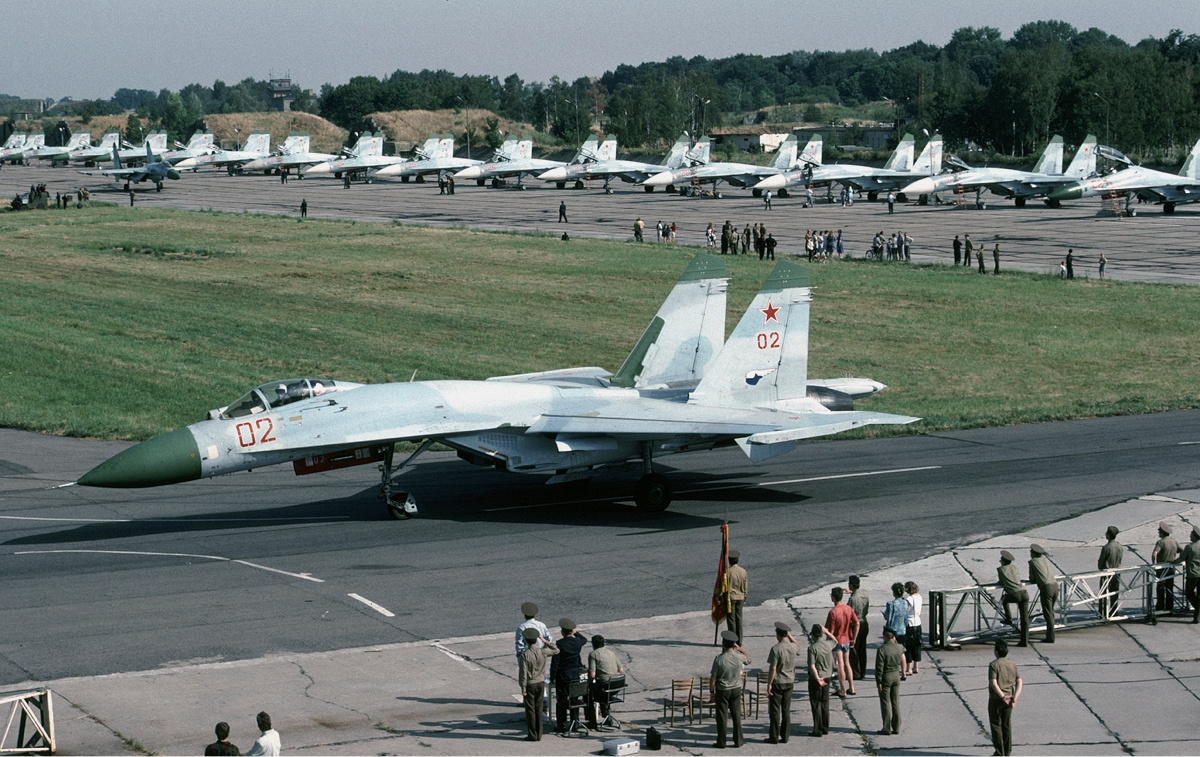
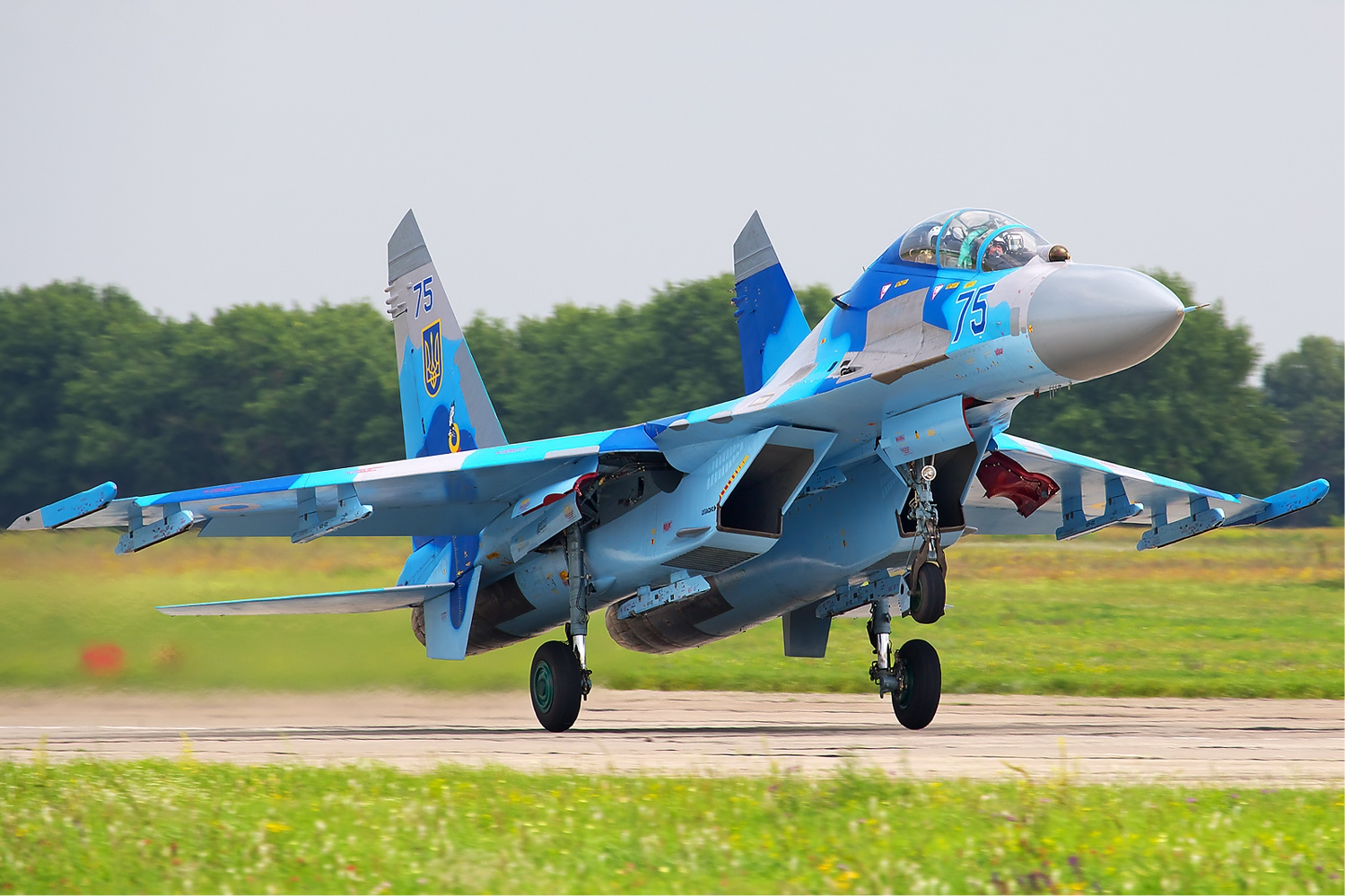
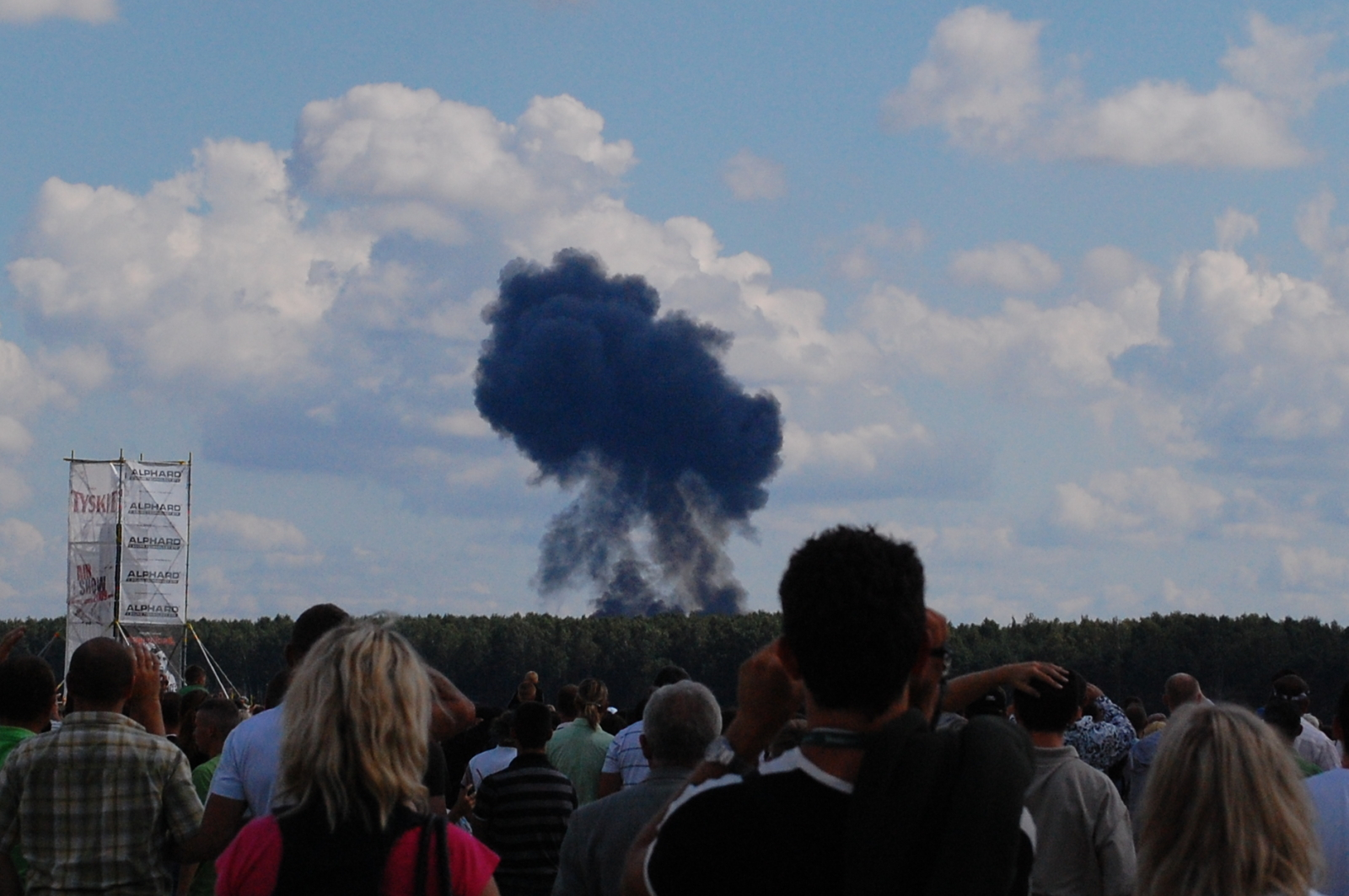
سقوط سوخو-۲۷-یوبی بلاروس در نمایش لهستان. هردو خلبان این جنگنده درگذشتند.